# 新橋站 (日本)

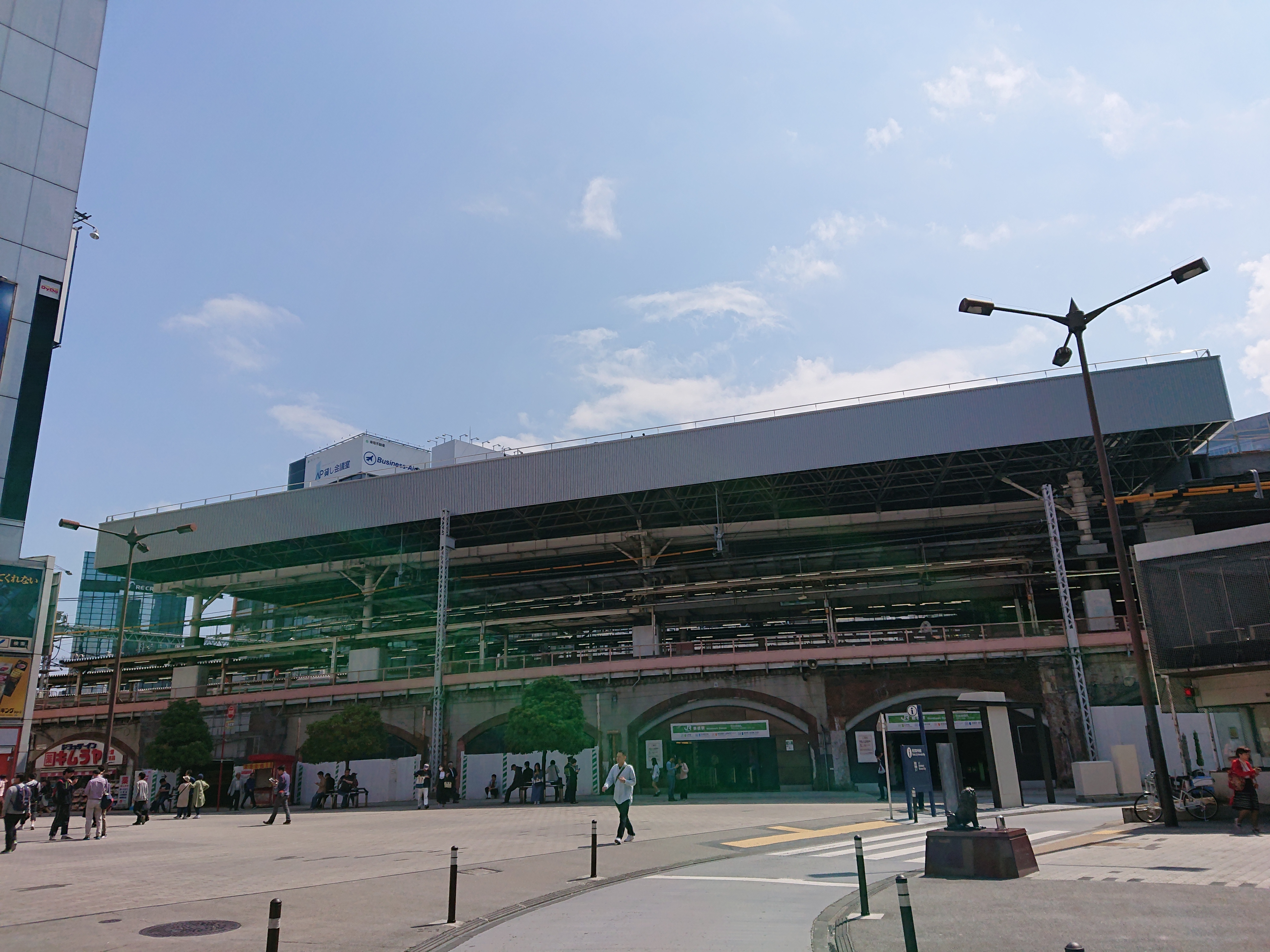
日比谷口（2019年5月4日）

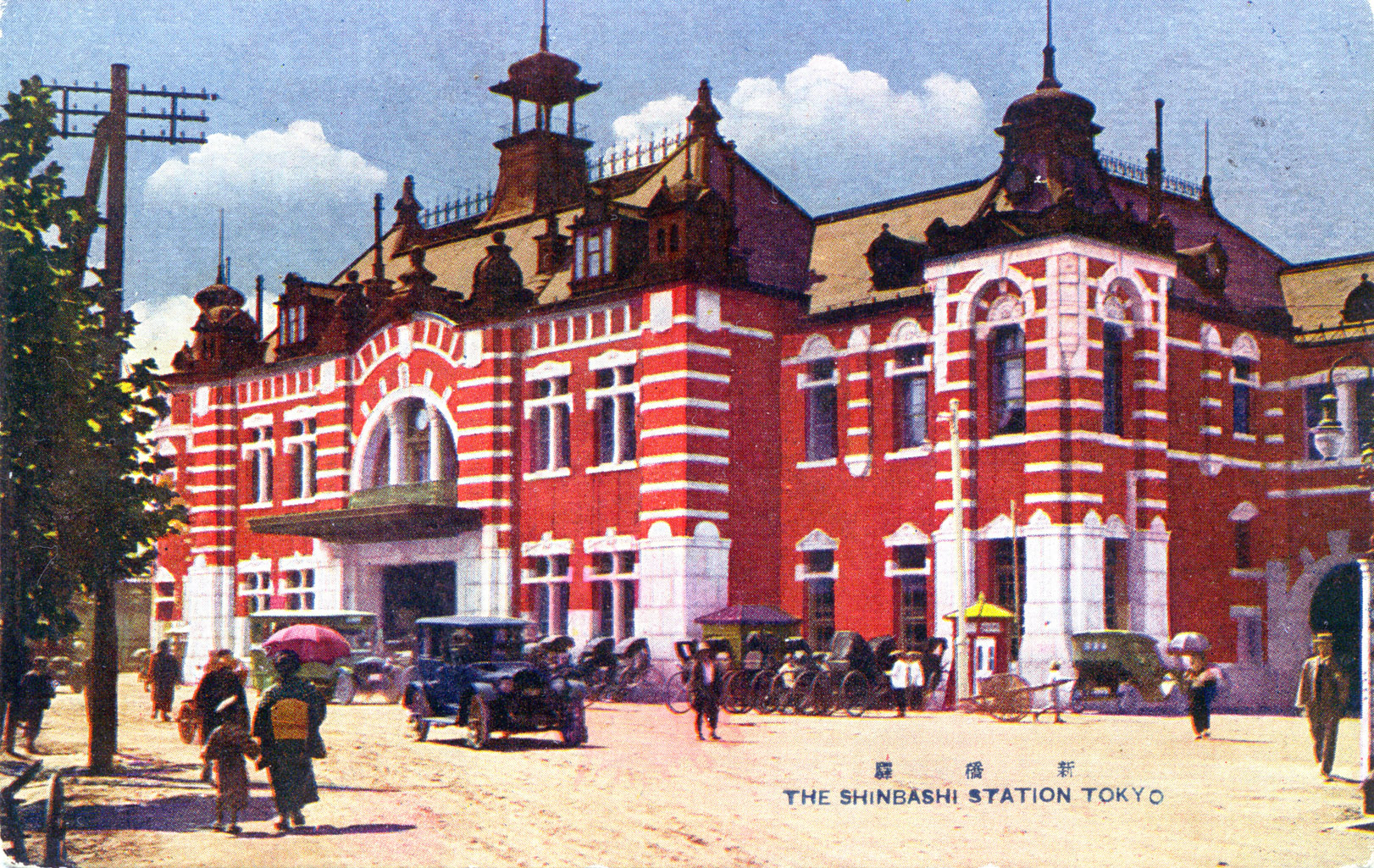
繪有大正時代新橋車站外觀的明信片。

新橋站（日语：〔〕／ Shimbashi eki */?）位於日本東京都港區，是東日本旅客鐵道（JR東日本）、東京地下鐵、東京都交通局（都營地下鐵）、百合鷗的鐵道車站。
百合鷗站體所在地是東新橋一丁目，其他站體所在地都是新橋二丁目。

## 停靠路線
此站共有以下4間公司的路線停靠。
- JR東日本：各線（後述） - 3字母簡寫「SMB」
- 東京地下鐵： 銀座線 - 車站編號「G 08」
- 東京都交通局（都營地下鐵）： 淺草線 - 車站編號「A 10」
- 百合鷗： 東京臨海新交通臨海線 - 此站是起點。車站編號「U 01」

JR東日本的車站停靠的路線，在軌道名稱上只有東海道本線1條路線（詳細參見路線條目和「鐵道路線的名稱」），而作為運行系統則有以下4個系統停靠，各自擁有專用的軌道。旅客資訊按照以下的系統名。
- 東海道線：行走東海道本線列車線的中距離電車。2015年3月14日起伴隨上野東京線的開通，有更多列車途經東京站、上野站直通運行至宇都宮線、高崎線、常磐線。車站編號「JT 02」
- 京濱東北線：行走東海道本線、東北本線電車線的近距離電車。橫濱站起直通運行至根岸線。車站編號「JK 24」
- 山手線：行走電車線的環狀路線 - 車站編號「JY 29」
- 橫須賀線：行走地下線。下行列車至大船站為止使用東海道本線（途經品鶴線），該站開始進入軌道名稱上的橫須賀線。上行列車有較多班次途經東京站直通至總武快速線。車站編號「JO 18」

依據特定都區市內制度，本站屬於「東京都區內」與「東京山手線內」。

## 歷史

### JR東日本
1872年10月14日（明治5年9月12日），本站～橫濱站（現時櫻木町站）通車，是日本第一條鐵路。另外，1872年6月12日（明治5年5月7日），品川站～橫濱站先行通車。
之後，1889年（明治22年）7月1日東海道本線至神戶站全線通車。本站作為國土重要幹線東京側的總站，在東京站開業前擔任重要角色。
現在的車站已為第2代站體。自1914年東京站建成、東海道本線的起點改至該站後，原烏森站改稱為新橋站，原新橋站改稱汐留站，並成為行李列車與貨物列車的專用站（參見汐留站）。烏森站於1909年啟用，相當於現在山手線的電車專用站。延後完工的初代站舍是參考辰野葛西建築事務所設計的萬世橋站，採用文藝復興式煉瓦建築設計。後因關東大地震釀成火災，但結構受損程度輕微故整修屋頂部分後繼續使用至戰後。之後由於東海道線與橫須賀線分離運行而建設地下月台時，站房造成施工困難，於1970年（昭和45年）拆除。
有見上野東京線通車後東海道本線的載客量增加，因此2013年2月22日起東海道本線的月台開始擴建工程。上行線移動了約400米，西側擴建了0.78米。
- 1872年10月14日（明治5年9月12日）：新橋站（初代）啟用。
- 1909年（明治42年）12月16日：鐵道院的烏森站（からすもりえき）臨時站舍啟用。是只限旅客使用的客運車站。
- 1914年（大正3年）
  - 3月30日：煉瓦建造的站舍竣工。
  - 12月20日：東京站啟用，新橋站（初代）改稱汐留站、烏森站改稱新橋站（第2代）（之後參見汐留站）。
- 1949年（昭和24年）6月1日：日本國有鐵道成立。
- 1968年（昭和43年）10月1日：中止行李業務。
- 1976年（昭和51年）10月1日：此前與東海道線共用月台的橫須賀線新設地下月台。當時有總武快速線往品川的列車班次停車。橫須賀線列車於1980年（昭和55年）10月1日起轉移至地下月台（參見「SM分離（日语：SM分離）」）。
- 1987年（昭和62年）4月1日：國鐵分割民營化，車站由JR東日本接手。
- 1988年（昭和63年）3月13日：京濱東北線開始實施快速運行，日間時段不停靠本站。
- 2001年（平成13年）11月18日：開放使用智能卡Suica。
- 2013年（平成25年）4月21日：東海道本線月台開始擴建工程[1]。
- 2015年（平成27年）3月14日：上野東京線通車，宇都宮線、高崎線、常磐線開始直通本站。

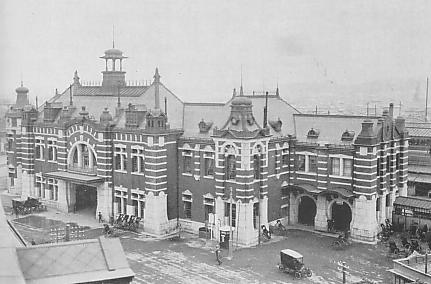
大正時代攝的新橋站舍
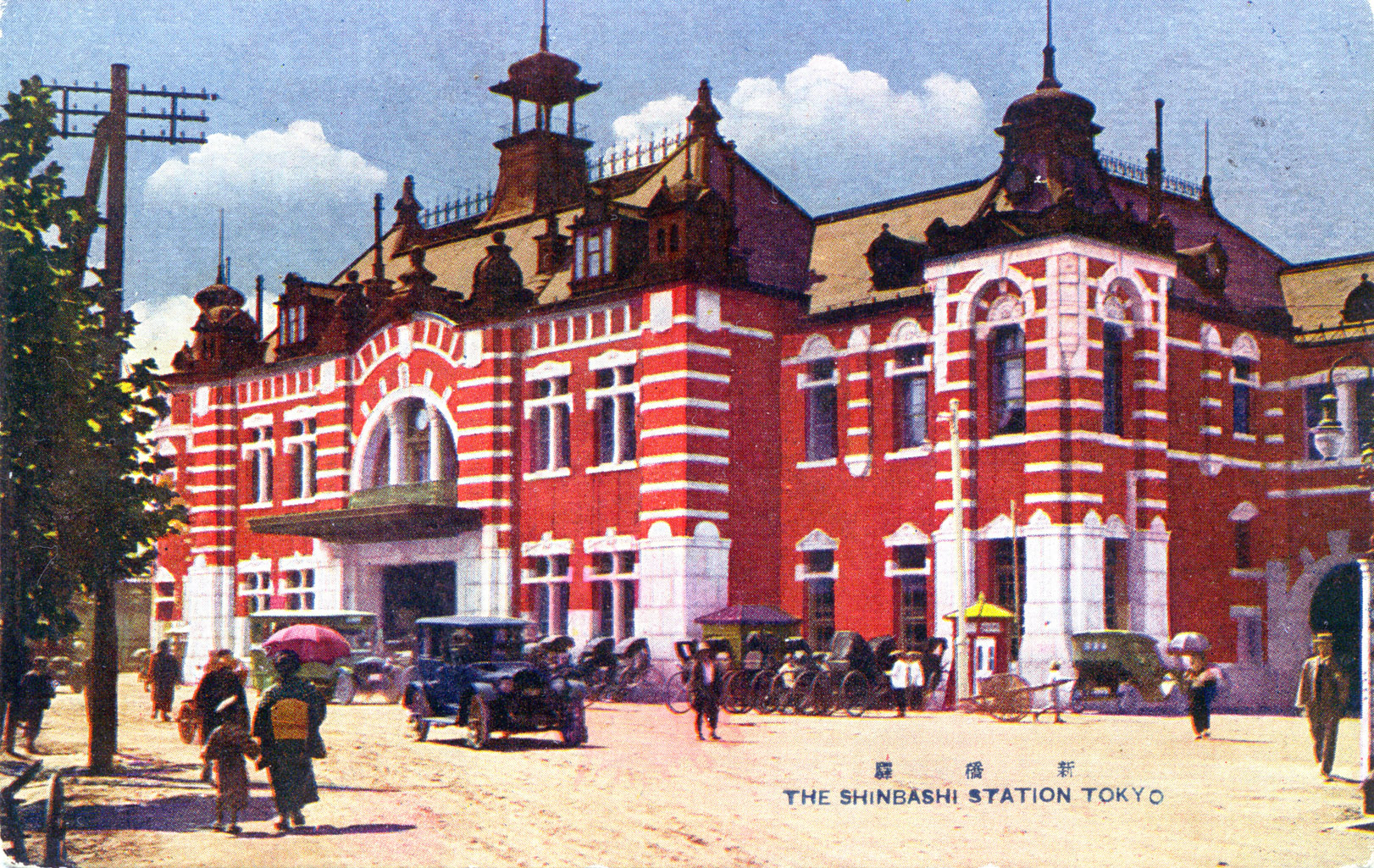
繪葉書・大正時代的新橋站
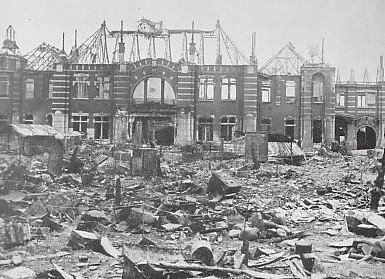
關東大地震而燒毁的新橋站

### 東京地下鐵
1934年（昭和9年）6月21日，東京地下鐵道新橋站啟用。起初計劃沿現時都營淺草線的路線前往品川站，但建設時改為往澀谷站。
1939年（昭和14年）1月15日，同站的東京高速鐵道車站啟用。該站與東京地下鐵道採用相同規格建設，在1935年（昭和10年）與東京地下鐵道締結直通運轉協定後，由於未見對方完成準備，於是東京高速鐵道自行建設月台。該月台使用至同年9月16日開始互相直通運轉為止，時間長達8個月。
此事件也造成雙方不睦，東京高速鐵道曾提及這是被迫倉促完成的月台，但實際上在1936年（昭和11年）5月雙方達成施工協定時，東京高速鐵道就規畫另造月台作為部分列車折返使用。
1941年（昭和16年）9月，兩公司依據《陸上交通事業調整法》整合為帝都高速度交通營團（營團地下鐵）。當時東京高速鐵道月台撤除後，線路保留作為留置線使用。
1945年1月27日，同盟國軍機空襲導致銀座站水管破裂，新橋－日本橋之間的隧道水浸，只可運行新橋－澀谷區間。
現時2013年使用的東京地下鐵道月台，與日本橋站的銀座線月台同為島式月台。
2002年（平成14年）為了改善轉乘與提高保安，新橋站淺草方向進行更換道床、改善曲線、以及進行必要的月台擴建工程。為配合工程，8月25日頭班車至早上8時50分為止銀座－溜池山王區間暫時停駛。
隨著營團地下鐵於2004年（平成16年）4月1日正式民營化，車站改由東京地下鐵管理至今。

### 東京都交通局
都營淺草線押上站至淺草橋站於1960年（昭和35年）12月4日通車，1963年（昭和38年）12月12日延伸至新橋站。當時仍名為1號線，直至1978年（昭和53年）7月1日改為現時路線名。
此外，1963年（昭和38年）2月28日人形町站至東銀座站通車時，當時已先行使用汐留信號所（初代）。這是由於難以取得設站土地而變更的方案。此信號所作為東銀座站起訖列車折返使用。
- 1963年（昭和38年）12月12日：都營地下鐵1號線新橋站通車。
- 2015年（平成27年）4月1日：新橋站務區傘下的大門站轉移至大門站務管理所大門站務區；東日本橋站轉移至馬喰站務管理所馬喰站務區。
- 2016年（平成28年）4月1日：新橋站務管理所廢除。新橋站務區與馬喰站務管區馬喰站務區統一，淺草橋站務區改納入門前仲町站務管區。
- 2019年（令和元年）10月5日：月台門啟用[報道 1]。

### 百合鷗
1995年（平成7年）11月1日通車當時，在現在的汐留城市中心與日本電視塔的中間位置設置對向式月台2面2線的臨時車站，轉轍器設於汐留站前。2001年（平成13年）3月22日將臨時站稍向西移成為現時車站。並在臨時車站位置設置新的轉轍器。舊轉轍器已停用，但仍殘留當時的遺跡。

## 車站
JR東日本的剪票口有日比谷口、銀座口、烏森口、汐留口。山手線、京濱東北線、東海道線的月台在高架部，橫須賀線的月台在東口地下，東京地下鐵銀座線的月台在車站北側地下、都營淺草線的月台在车站東側地下，百合鷗的月台在東口车站前廣場上高架。

### JR東日本
為站長配置的直營站，管理有樂町站。東海道線、山手線、京濱東北線的月台為高架3面6線島式月台。橫須賀線的月台是地下的1面2線島式月台。東京側前4輛位置是採用潛盾工法，其他則是明挖工法。因未與高架月台7、8號線相鄰，故從1號線開始編排。月台位於曲線區段，有常駐站員執勤。
付費區大廳與各月台間設有電扶梯。但山手線內回、京濱東北線大宮方向月台的電扶梯在午間時段僅能向上（往月台方向）運轉，只有在平日早晨通勤時段有向下（往大廳方向）運轉。另也設有通往橫須賀線月台的電梯，一般作為搬運行李使用。
3、4號月台濱松町側有一座稱為「一聲園」的迷你庭園。
通往橫須賀線月台的付費區地下通道，在東海道新幹線高架下的部分屬於JR東海，設有東海Kiosk管理營運的Bellmart及自動販賣機。
2010年9月公布車站設施更新工程，同年11月動工。預計2016年度完工。內容如下。
- 南北付費區大廳拓寬一體化，增設連結月台的電扶梯、客用電梯
- 日比谷口、銀座口剪票口集中為1處
- 南北付費區大廳廁所合併移往北側
- 高架橋耐震補強、改建工程
- 山手線、京濱東北線、東海道線月台撤除棚架，改為大型屋頂

2012年度起，山手線開始設置月台門，2019年10月9日啟用。京濱東北線月台門也在2019年12月23日啟用。2014年9月2日，地下1樓大廳的商店區「GRANGATE新橋」開幕。
2020年10月29日，站內辦公室「STATION BOOTH」在汐留地下剪票口外開業。

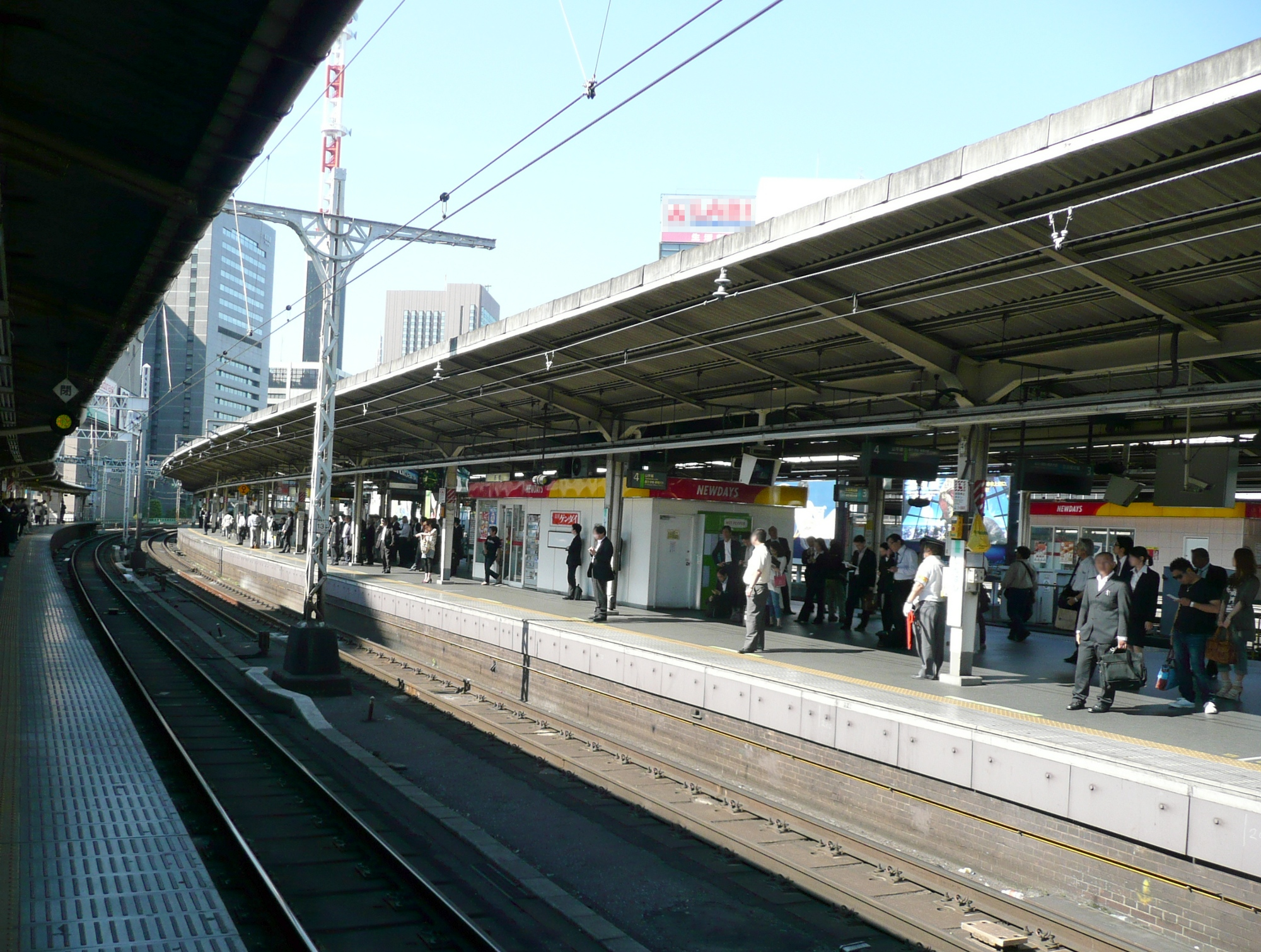
山手線內環月台望向外環月台（2010年6月）

#### 月台配置
| 月台     | 路線                                 | 方向 | 目的地                                                  |
| -------- | ------------------------------------ | ---- | ------------------------------------------------------- |
| 地面月台 |                                      |      |                                                         |
| 1        | 東海道線                             | 下行 | 品川、橫濱、小田原、熱海方向                            |
| 2        | 東海道線 （ 宇都宮·高崎線、 常磐線） | 上行 | 東京、上野、大宮、宇都宮、高崎、水戶方向 （上野東京線） |
| 3        | 京濱東北線                           | 南行 | 品川、蒲田、橫濱方向                                    |
| 4        | 山手線                               | 外環 | 品川、澀谷、新宿方向                                    |
| 5        | 山手線                               | 內環 | 東京、上野、池袋方向                                    |
| 6        | 京濱東北線                           | 北行 | 東京、上野、大宮方向                                    |
| 地下月台 |                                      |      |                                                         |
| 1        | 橫須賀線                             | 下行 | 品川、橫濱、鎌倉方向                                    |
| 2        | 橫須賀·總武線（快速）                | 上行 | 東京、船橋、千葉方向                                    |

（來源：JR東日本:車站構內圖 （页面存档备份，存于））
- 本項常磐線代表色使用■■，上野東京線代表色使用■，實際上月台標示僅使用■。

京濱東北線在白天僅有快速班次，不停靠本站。東海道線（上野東京線）與橫須賀·總武線（快速）則是除了特急列車外全列車停車。相反地，京濱東北線在鄰站濱松町站沒有東海道線與橫須賀·總武線月台，全列車通過，但京濱東北線快速電車有停車（千鳥停車）。

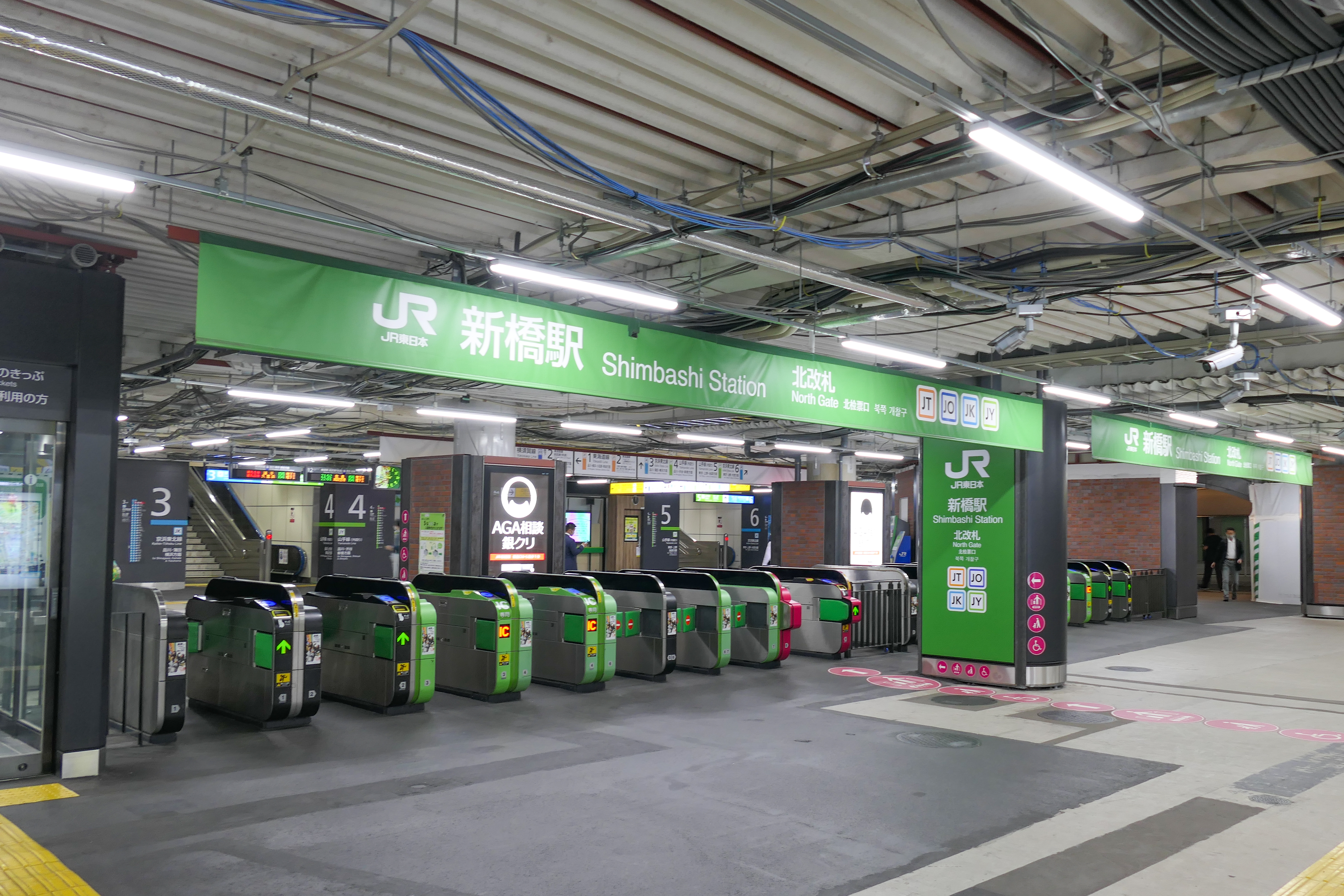
北閘口
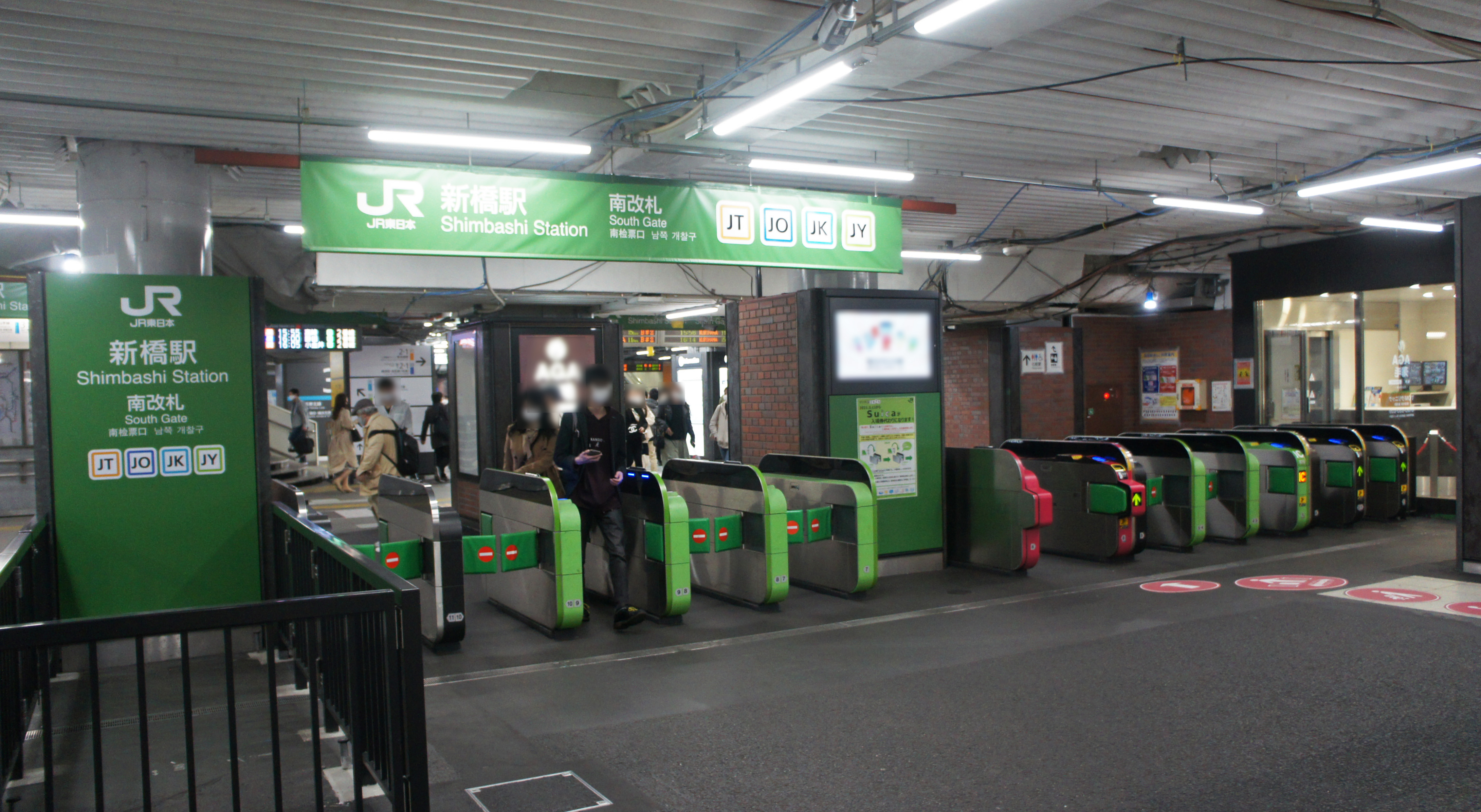
南閘口
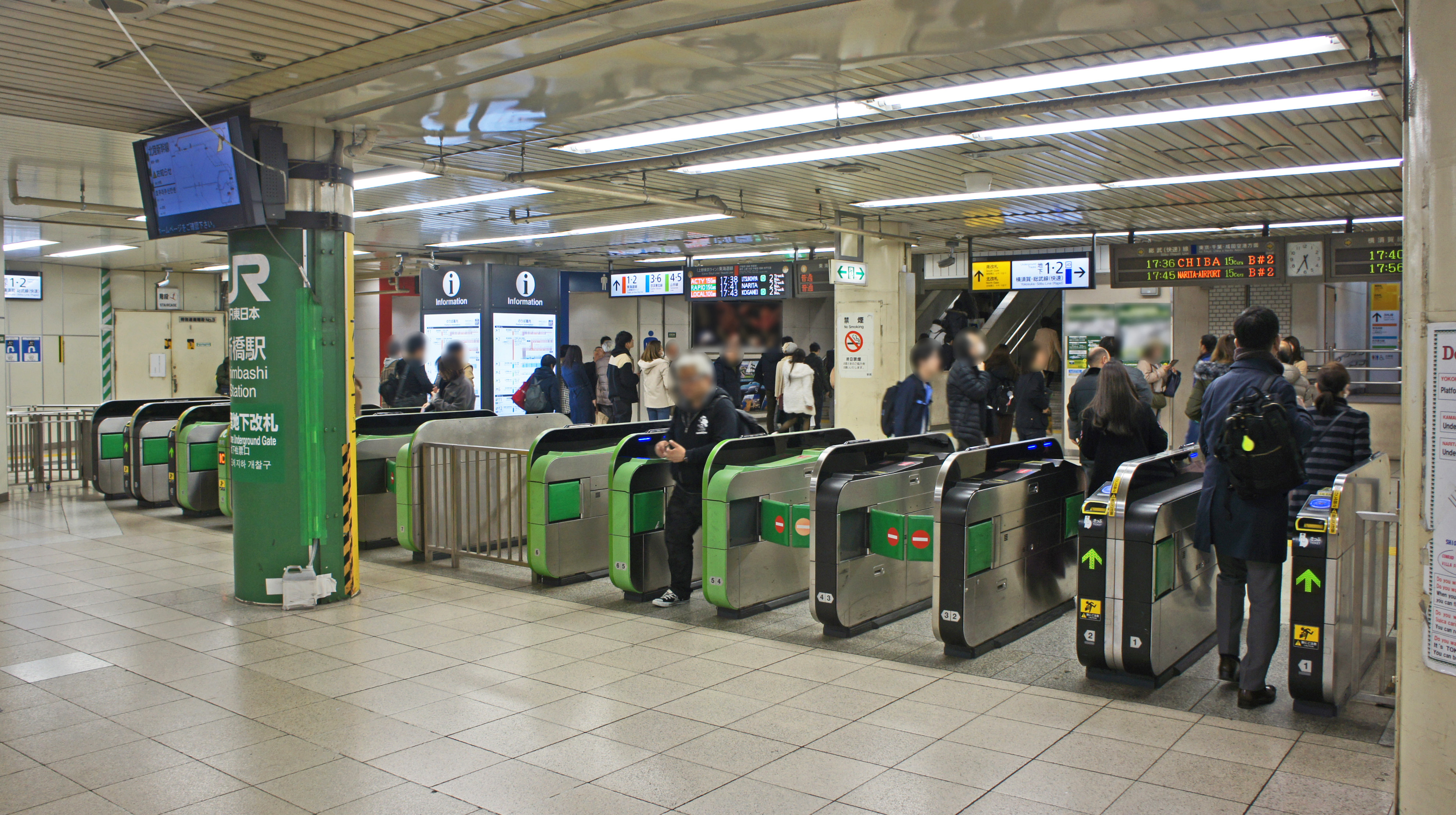
汐留地下閘口
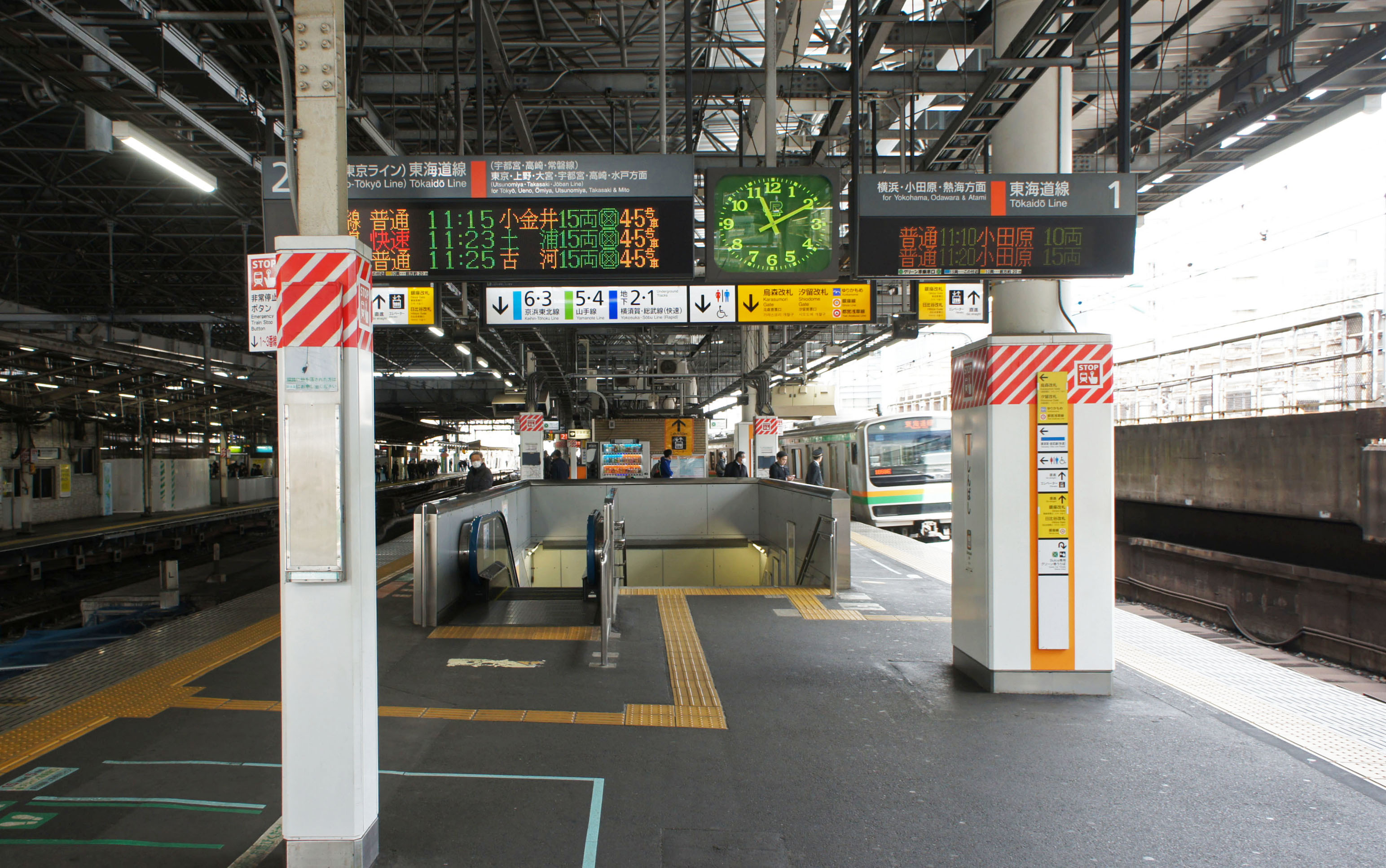
地上1、2號月台（東海道線）月台
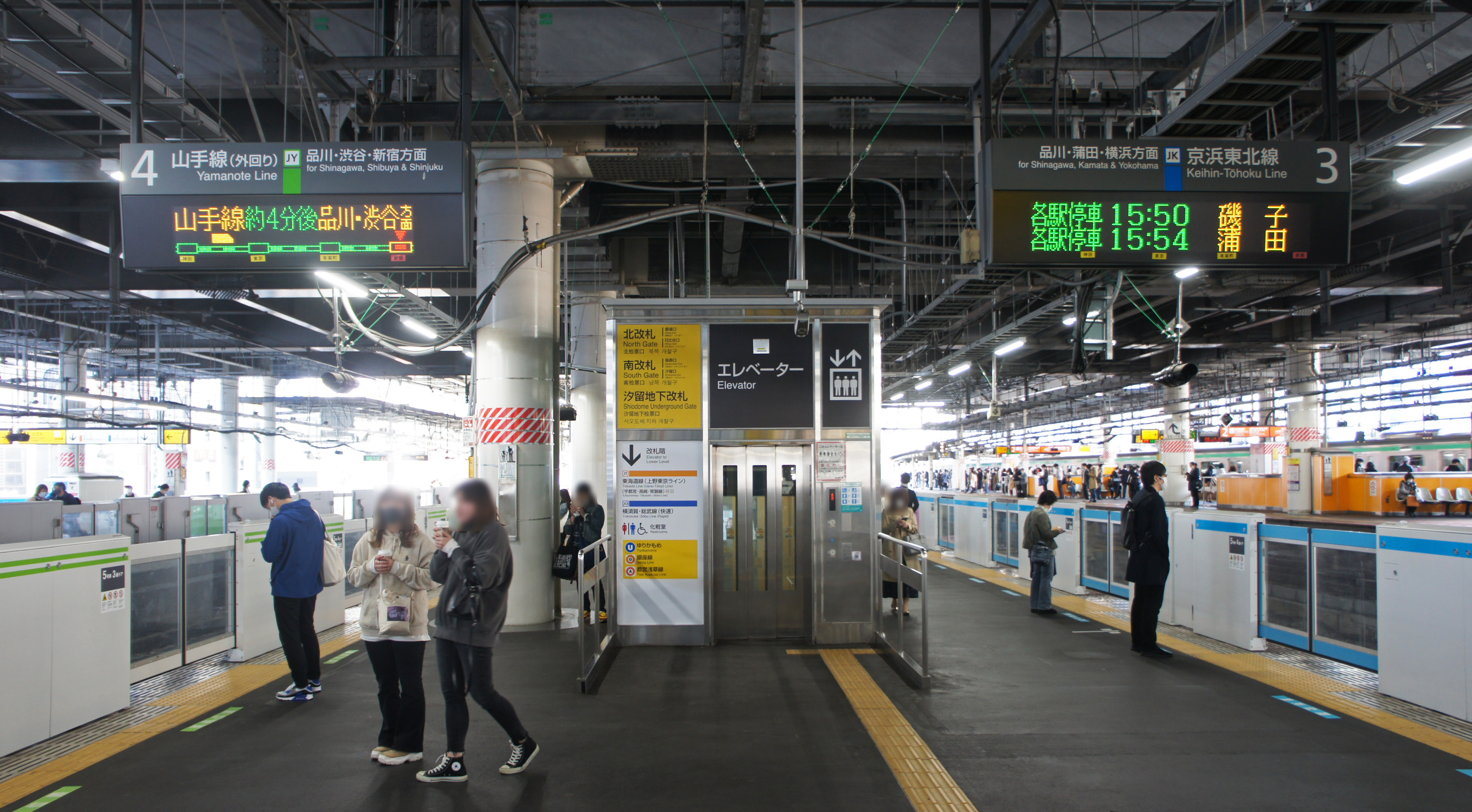
地上3、4號月台（山手線、京濱東北線）月台
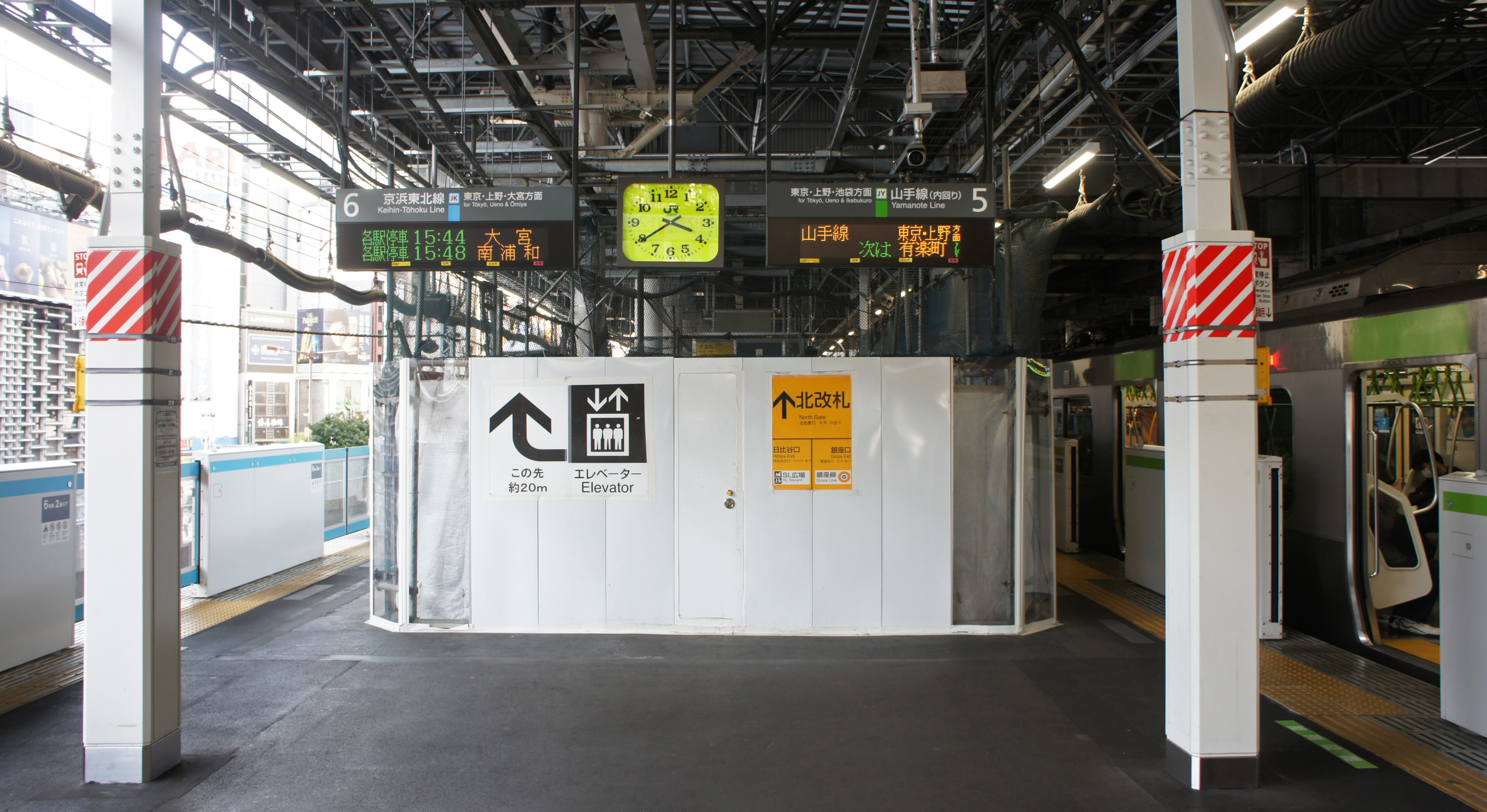
地上5、6號月台（山手線、京濱東北線）月台
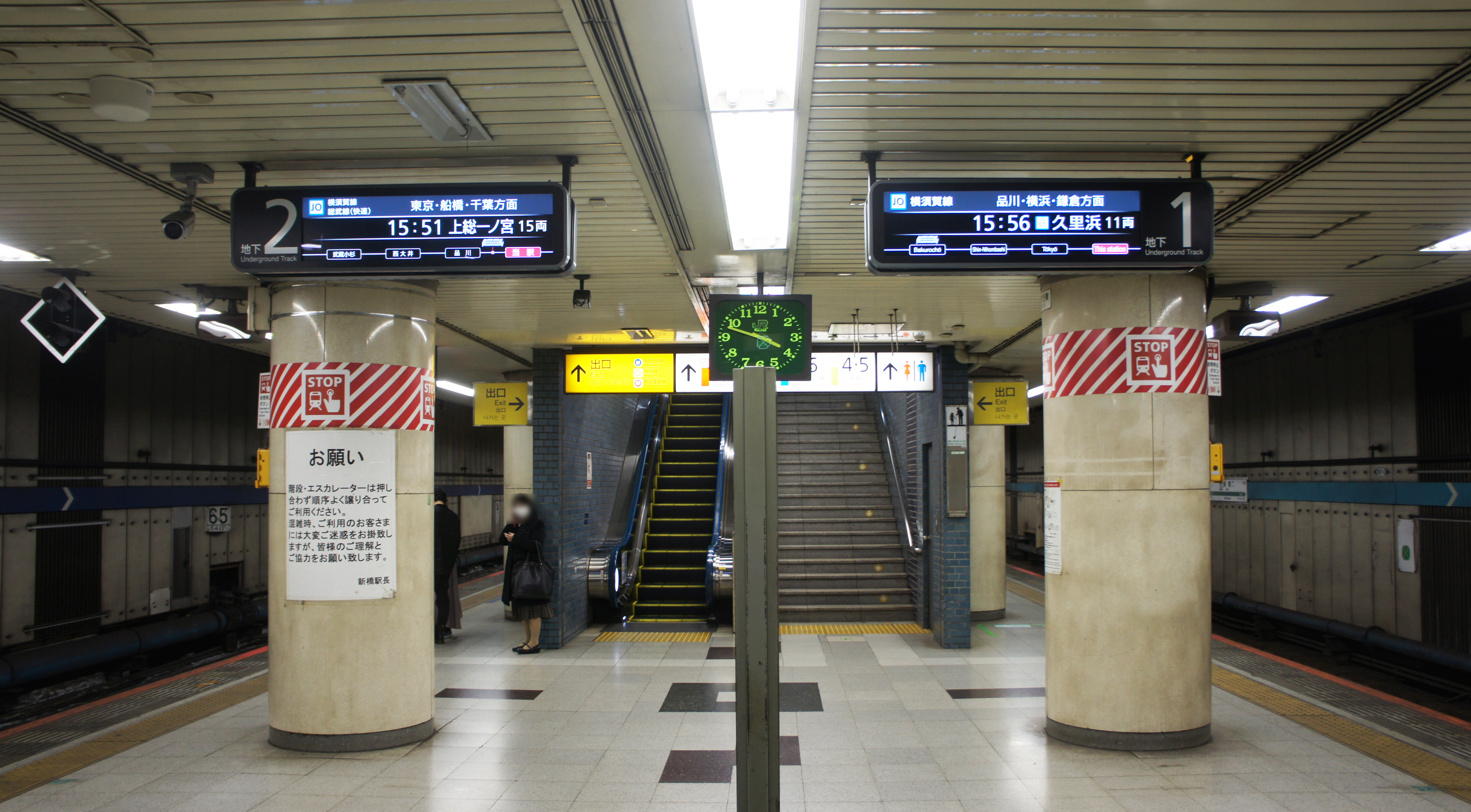
地下1、2號月台（橫須賀、總武線快速）月台

#### 發車音樂
至2010年7月18日為止，發車音樂只限地面月台使用（橫須賀線月台使用發車鈴聲），同年7月19日至8月20日橫須賀線月台使用三得利的廣告歌《也許喜歡威士忌》作為發車音樂。根據三得利的請求，該線有一個月須使用該廣告歌為發車鈴聲。之後橫須賀線月台改用與東海道線月台相同的發車音樂。
現在的發車音樂
| 1、地下1 | ■・■ 春風（UNI-PEX製作）                |
| 2、地下2 | ■・■ 陽だまり（同上）                   |
| 3、6     | ■ JR-SH1（五感工房製作）                |
| 4、5     | ■ Gota del vient（東洋Media Links製作） |

### 東京地下鐵
兩個側式月台，共2面2線，為變相對向式月台的地底車站。以前是島式月台。此月台配置是因為在銀座線往淺草方向延伸後，改良本站在東京地下鐵道時代的終點站構造所形成。銀座線車站編號G-08。
澀谷方向有兩條留置線。這是東京高速鐵道曾啟用的終端式月台（有效長度2輛編組）遺跡。兩方直通運轉後該月台不再提供客運服務，部分用地已改建為業務用會議室與通道。現在留置線在夜間會停放兩輛列車作為隔天虎之門的始發電車。該設施一般僅有東京地下鐵員工與相關人士才可進入，但有時也會舉行活動開放民眾參觀（入口在往8號出口的通道途中）。鐵路愛好者將之稱為「幻之新橋站」。
電扶梯在1號月台虎之門側與2號月台銀座側，電梯在兩月台中央，電扶梯與電梯皆通往付費區大廳。另外，4號出入口附近設有電梯專用出入口。
7號出口前方可通往公共地下通道（內幸町地下通路）。而7、8號出口附近的剪票口可通至往澀谷方向的1號月台。
本站作為「銀座站務管區 新橋地域」管理周邊各站。

#### 月台配置
| 月台 | 路線   | 目的地             |
| ---- | ------ | ------------------ |
| 1    | 銀座線 | 赤坂見附、澀谷方向 |
| 2    | 銀座線 | 銀座、淺草方向     |

（來源：東京地下鐵:構內圖 （页面存档备份，存于））

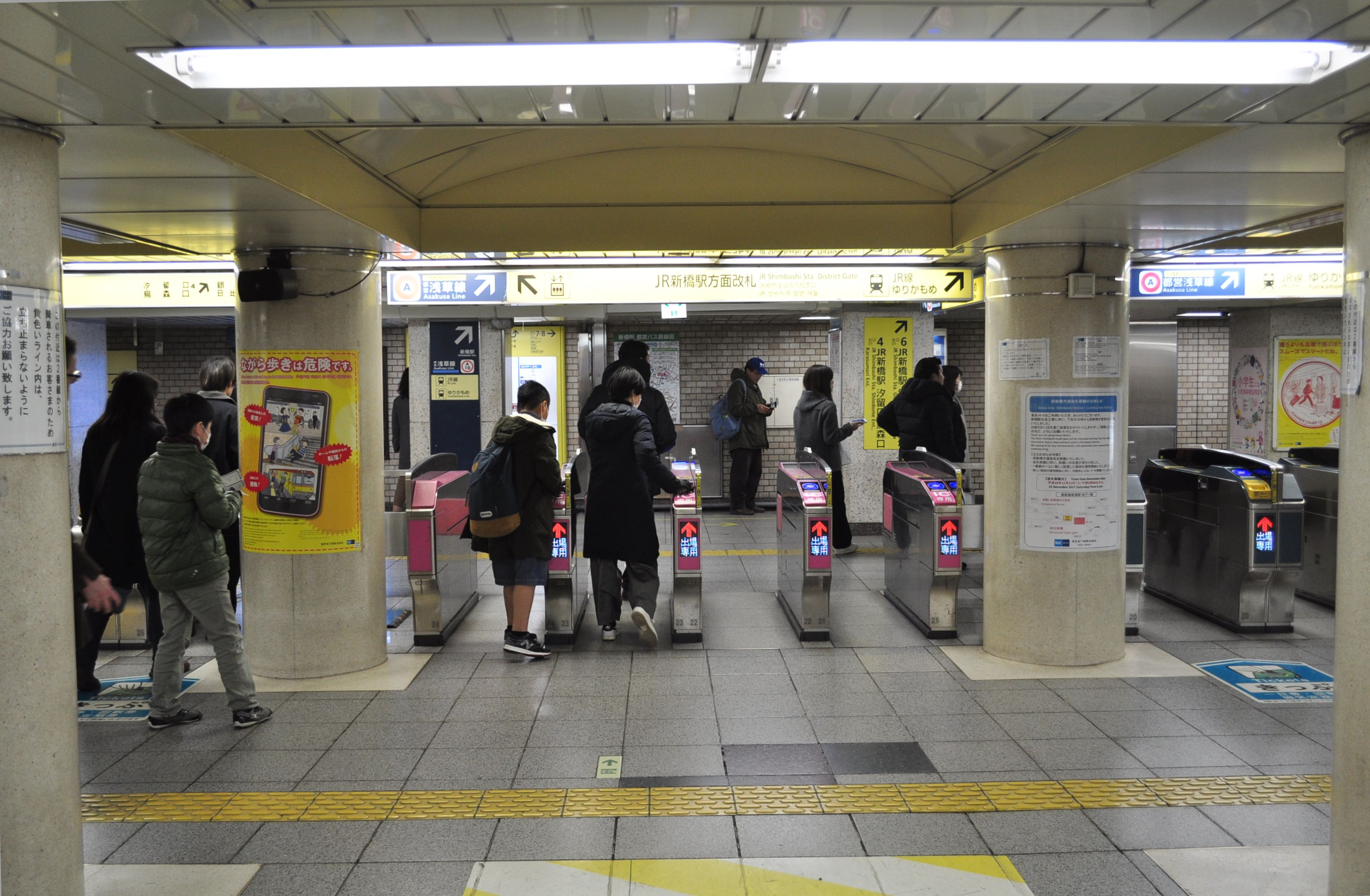
銀座線JR新橋站方向閘口（2018年3月3日攝）
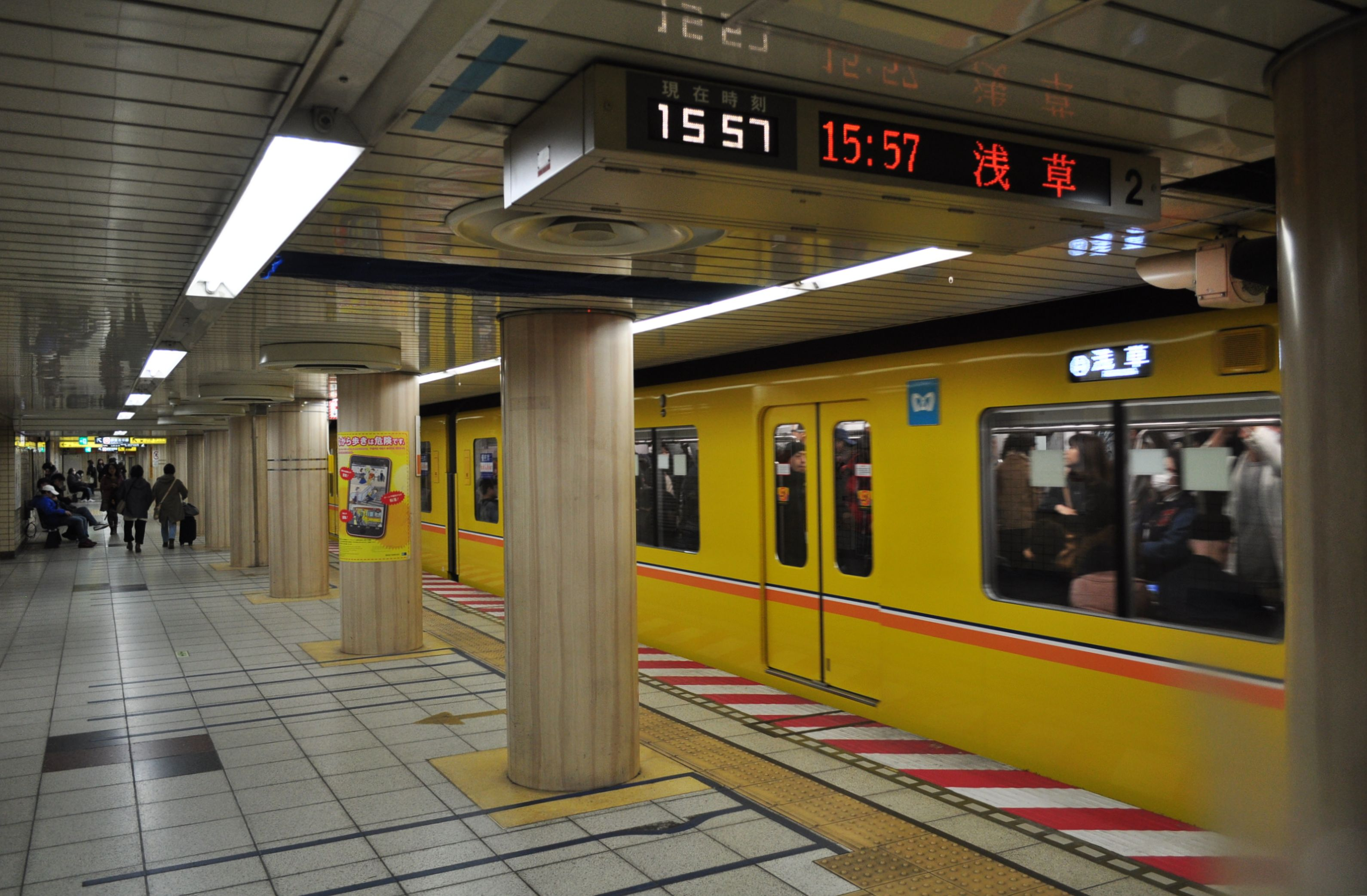
銀座線月台（2018年3月3日攝）
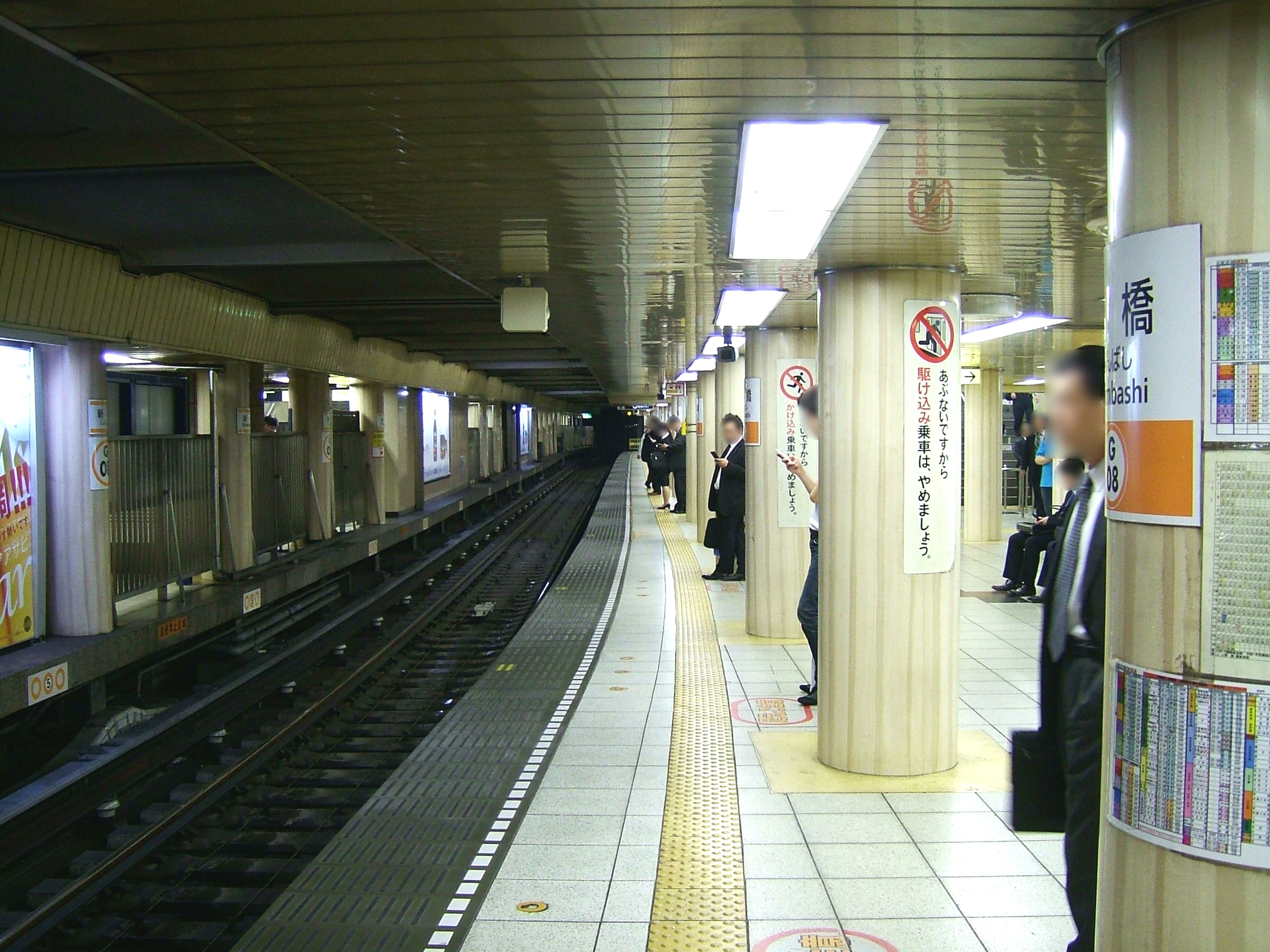
銀座線月台（2008年5月23日）

### 東京都交通局
2面2線對向式月台的地底車站。
過去是新橋站務管理所所在站，管理東日本橋站～大門站間（末期為新橋站～人形町站間）的新橋站務區。現在屬於馬喰站務管區馬喰站務區。
本站與大門站之間有連結大江戶線汐留站的汐留連絡線，作為大江戶線車輛回送馬込車輛檢修場使用。另外，大門站側有緊急用橫渡線。在1968年6月21日淺草線從大門站延伸至泉岳寺站時，本站～大門站區間利用該裝置進行單線運轉。開業當時，東銀座側設有源自汐留信號所（初代）時代的橫渡線，之後在延伸至泉岳寺站後撤除。
電扶梯連結東銀座側剪票口與月台，電梯連結大門側剪票口與月台。

#### 月台配置
| 月台 | 路線   | 目的地                               |
| ---- | ------ | ------------------------------------ |
| 1    | 淺草線 | 西馬込、京急本線、羽田機場方向       |
| 2    | 淺草線 | 押上、京成本線、北總線、成田機場方向 |

（來源：都營地下鐵:車站構內圖 （页面存档备份，存于））

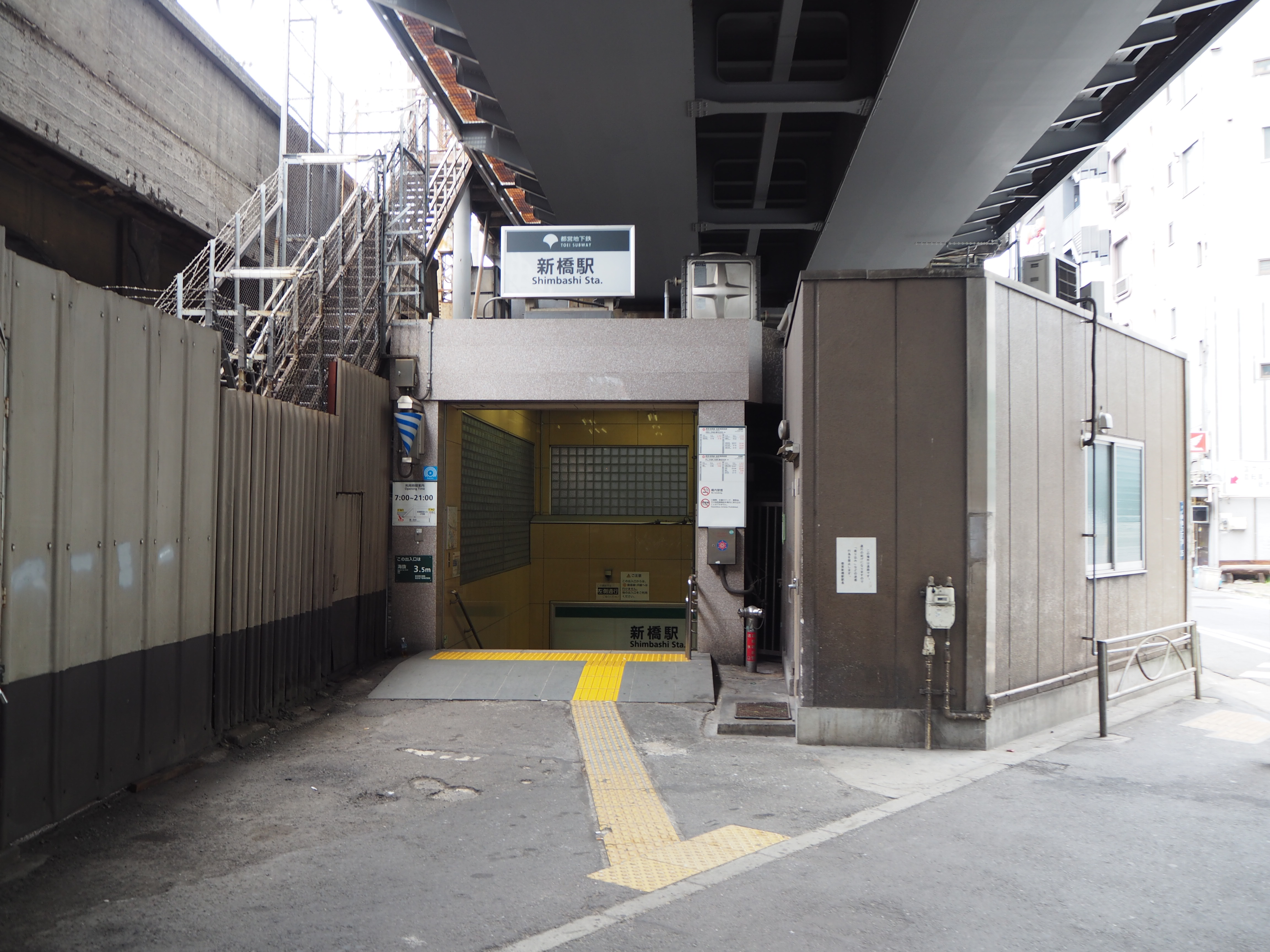
淺草線新橋站A1出入口（2015年5月5日）
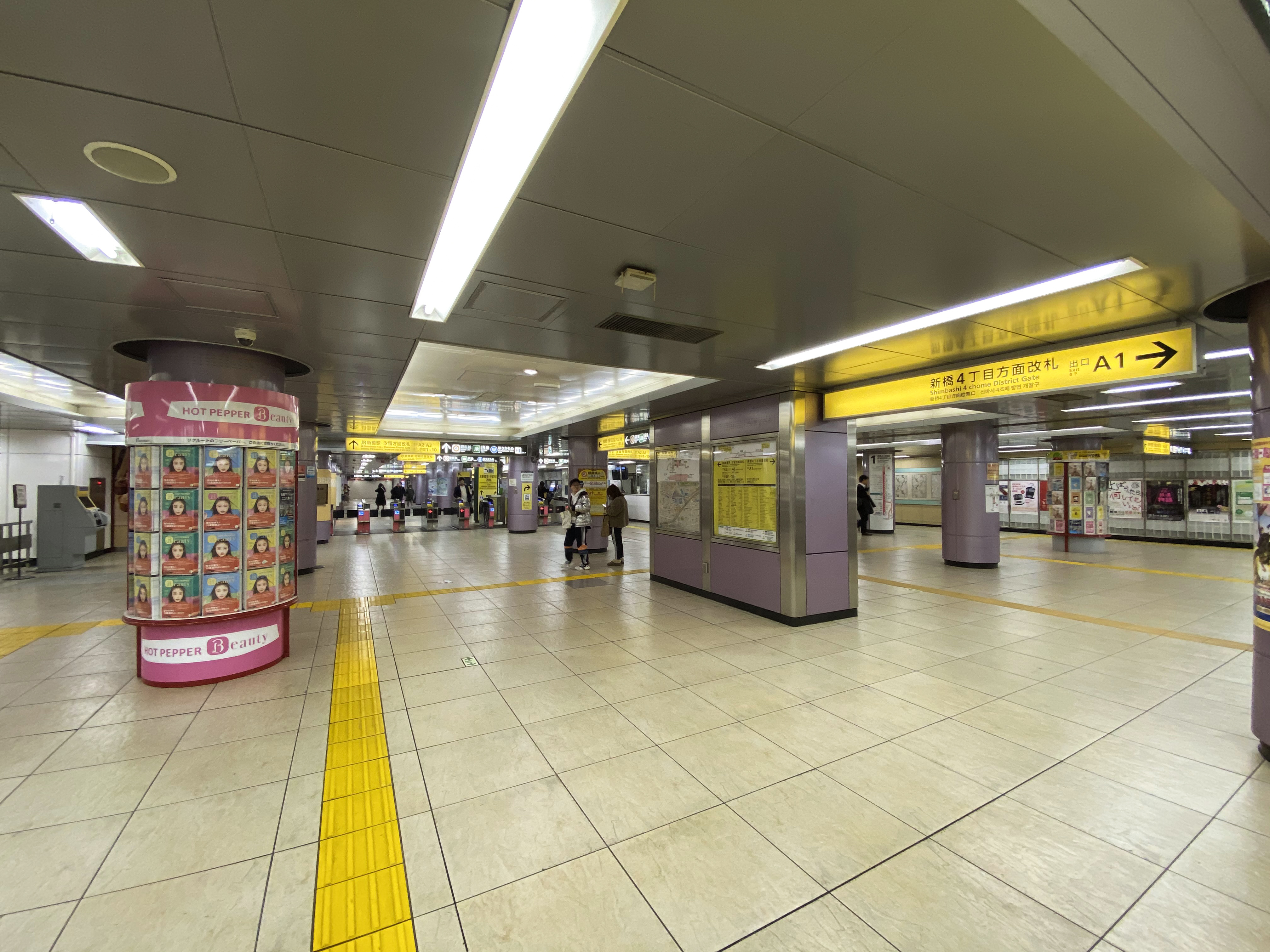
地下閘口（2019年12月21日）
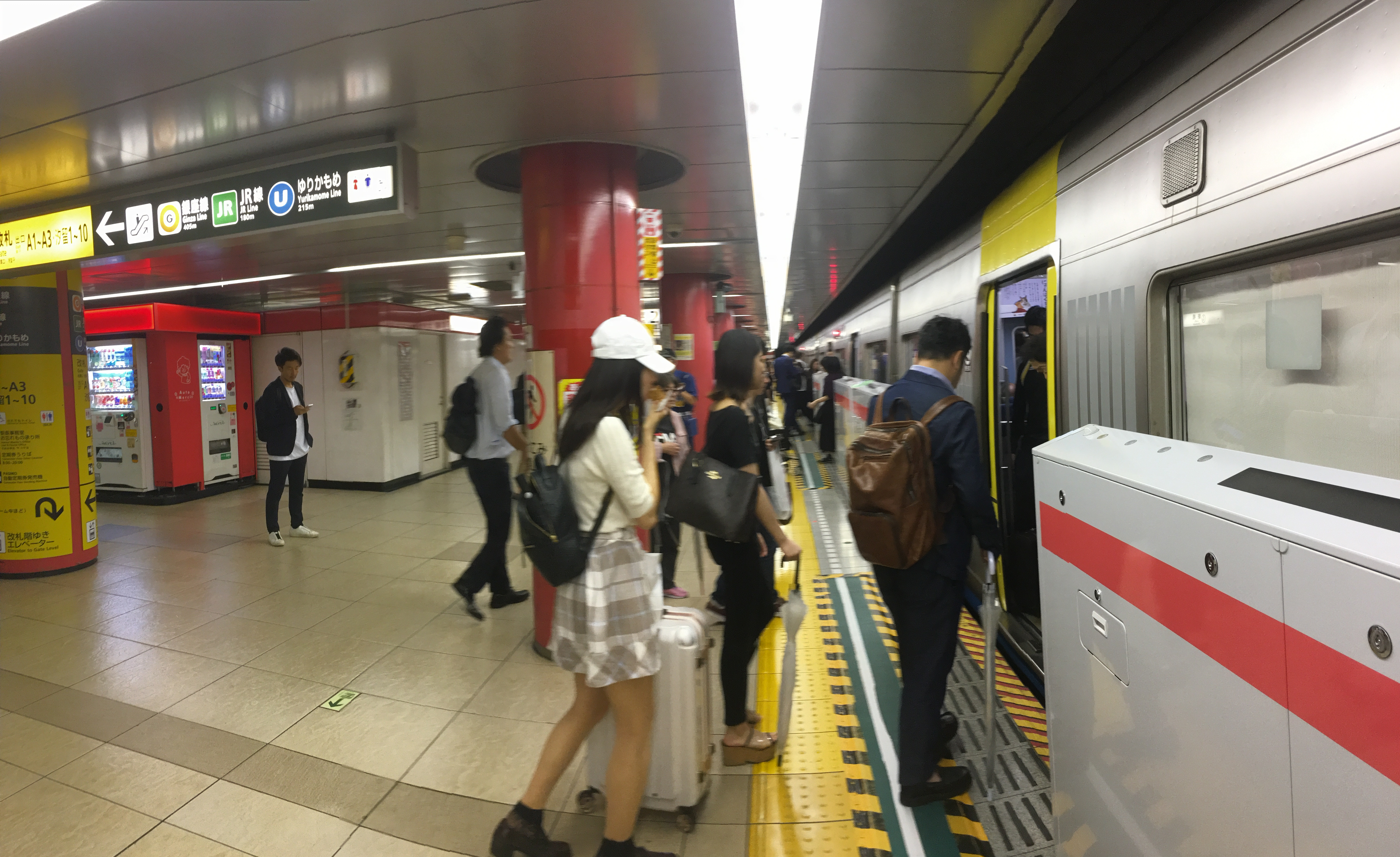
淺草線月台（2019年9月24日）

### 百合鷗
1面2線的島式月台高架車站。車站編號為U-01。車站下方是國道15號（第一京濱）。剪票口在電扶梯與樓梯前方。站內可見新橋色的柳條紋圖樣。JR站房前的出入口有直通WING新橋的電扶梯與服務處。

#### 月台配置
| 月台 | 路線   | 目的地                           |
| ---- | ------ | -------------------------------- |
| 1、2 | 百合鷗 | 台場、東京國際展覽中心、豐洲方向 |

（來源：百合鷗:車站構內圖 （页面存档备份，存于））

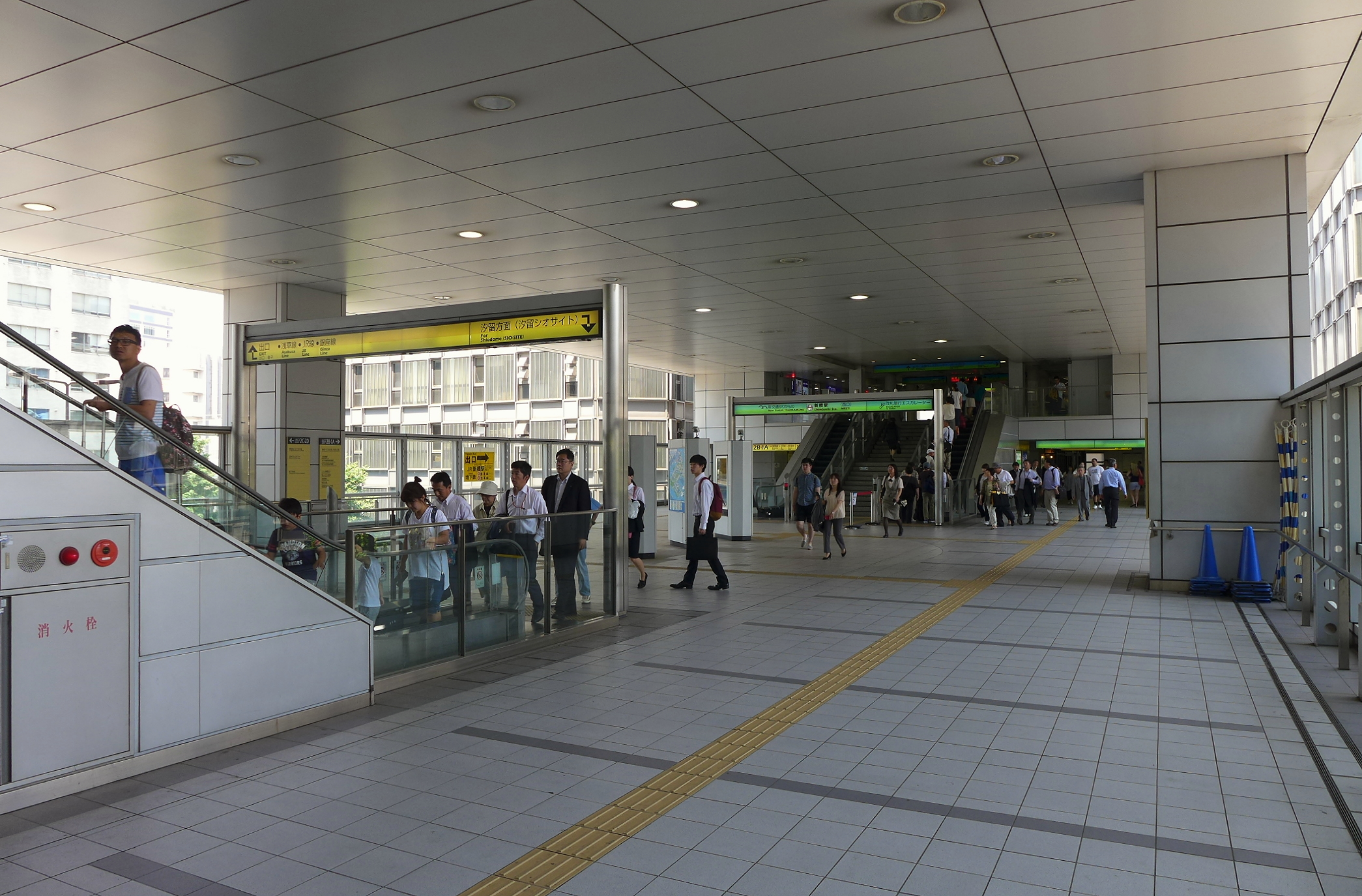
百合鷗新橋站入口（2015年5月27日）
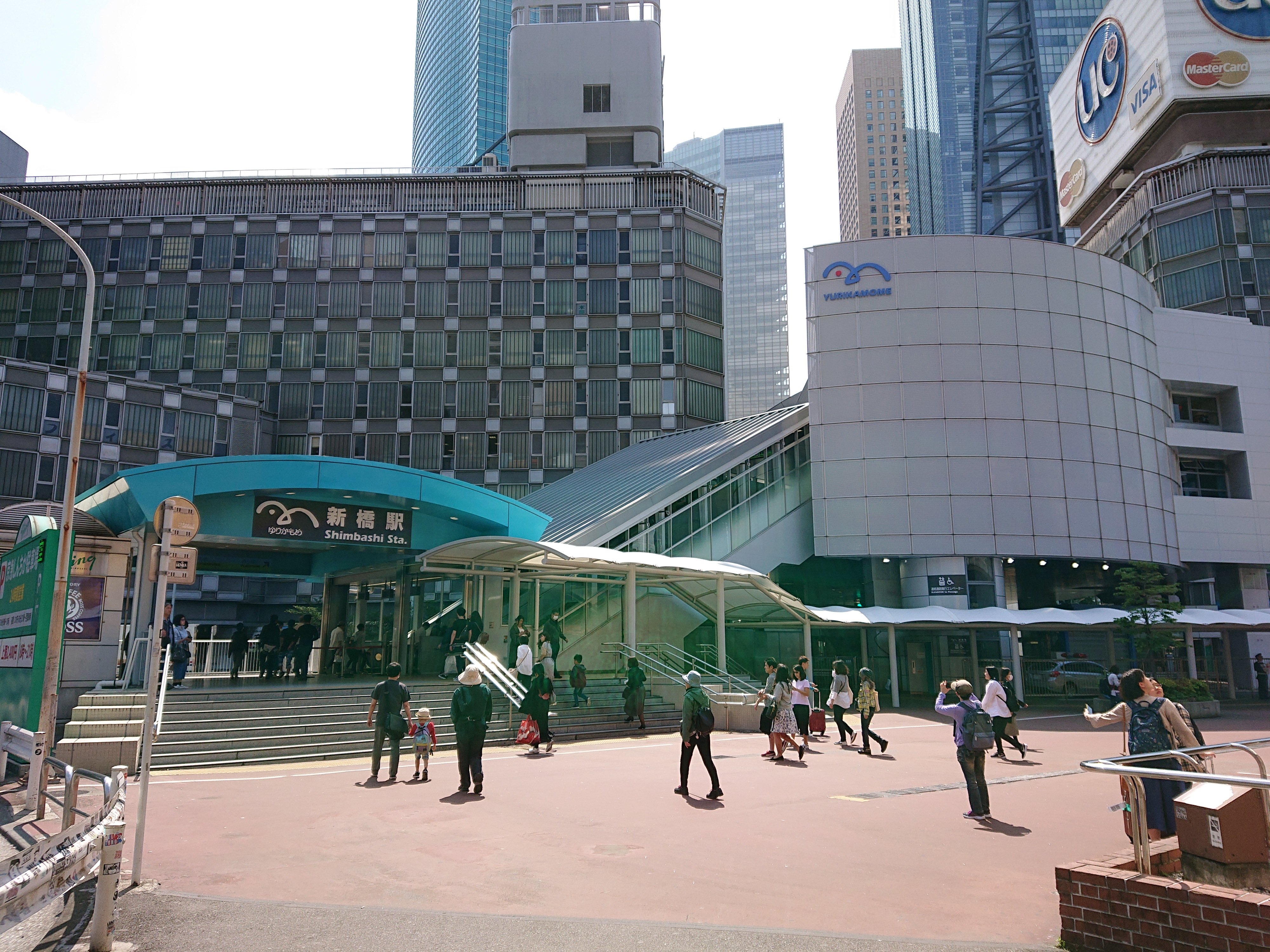
百合鷗新橋站（2019年5月4日）
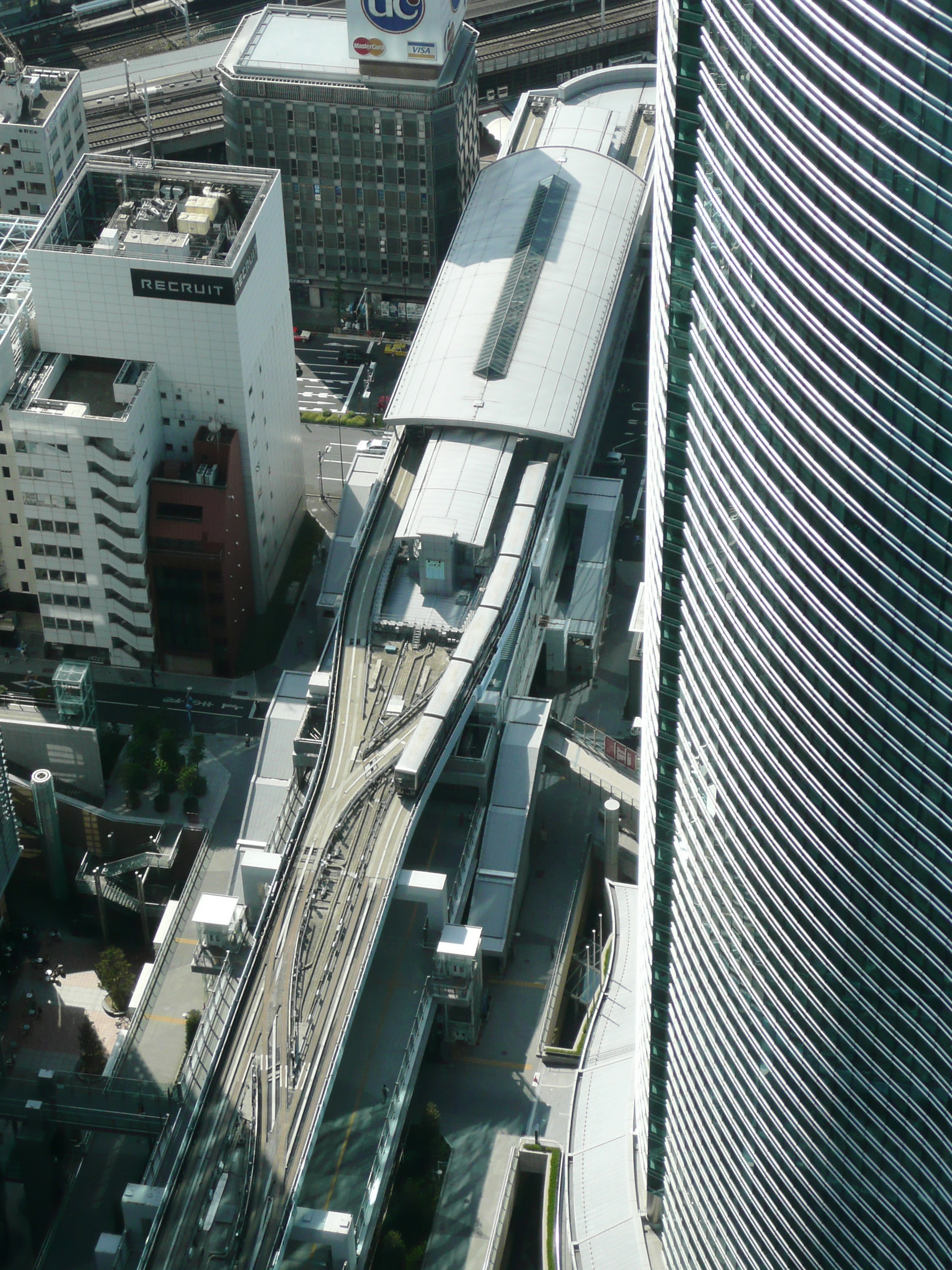
高處俯瞰百合鷗新橋站（2007年12月16日）
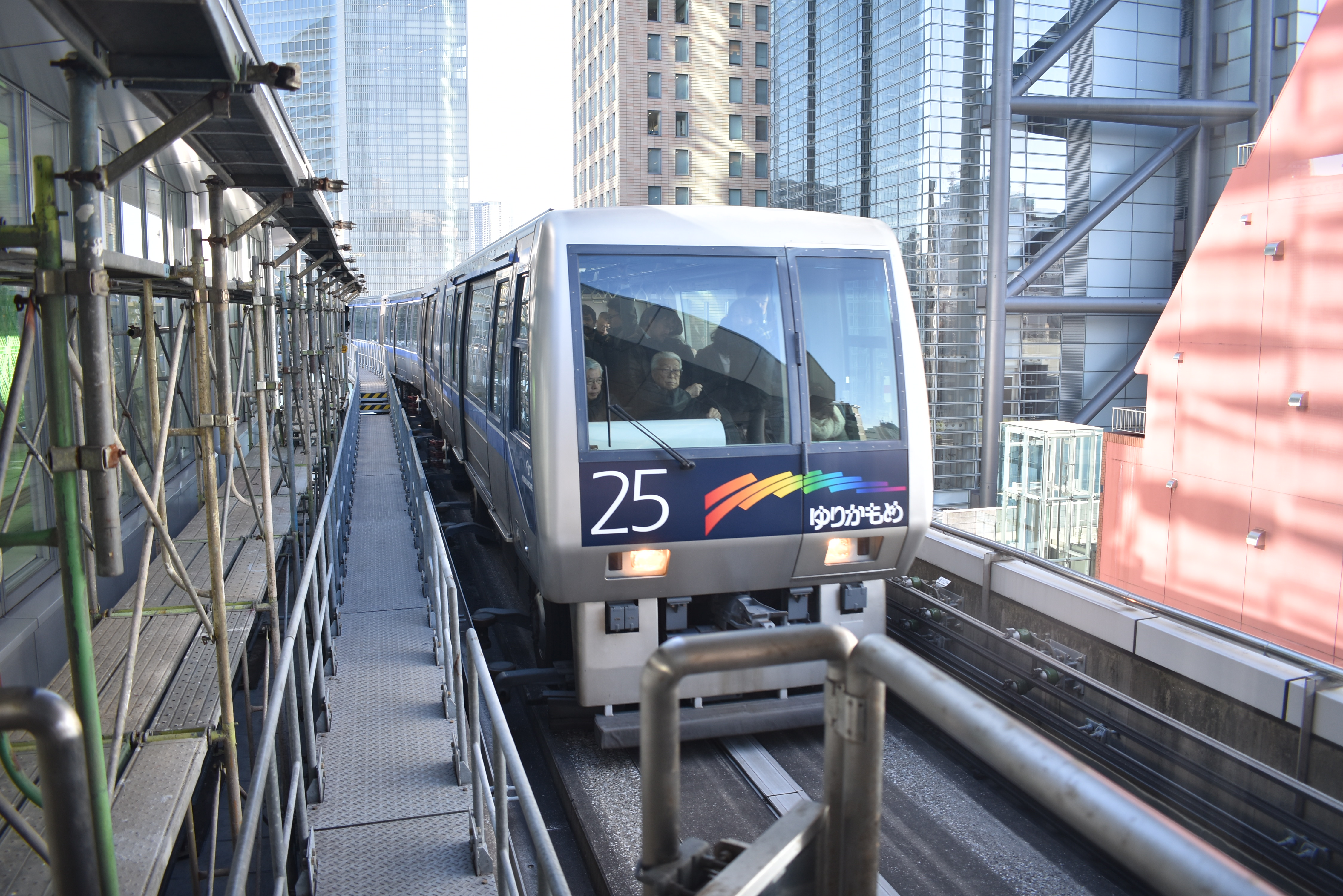
入線的「7200系車輛」（2019年1月18日攝）

## 利用狀況
- JR東日本 - 2019年度1日平均上車人次為278,334人[使用人數 1]。
該公司的車站次於澀谷站排行第7位。近10年維持緩慢上升的狀況，但自2015年度上野東京線開業起成長開始加速。
- 東京地下鐵 - 2017年度1日平均上下車人次為252,793人[使用人數 2]。
同公司的車站次於銀座站排行第5位（排除其他公司路線直通的車站）。2011年度開始穩定成長。
- 都營地下鐵 - 2017年度1日平均上下車人次為98,317人（上車人次49,130人、下車人次49,187人）[使用人數 3]。
淺草線車站中次於押上站、泉岳寺站、三田站、大門站排行第5位。2010年Access特急（直通成田Sky Access）開始停靠本站，2011年度起逐漸上升。
- 百合鷗 - 2017年度1日平均上下車人次為64,992人。
該公司車站中第1位。日本所有新交通系統的車站僅次於港灣人工島線三宮站排行第2位。啟用初期是都心前往臨海副都心的唯一轉乘站，最高峰時1日平均上下車人次超過9萬人。2002年東京臨海高速鐵道從大崎站延伸後增加了臨海副都心的交通選擇、近年人流開始出現減少傾向，2012年起止跌回升。

### 各年度1日平均上下車人次
各年度1日平均上下車人次如下表（JR除外）。
| 年度               | 營團 / 東京地下鐵  | 營團 / 東京地下鐵 | 都營地下鐵         | 都營地下鐵 | 百合鷗             | 百合鷗 |
| 年度               | 1日平均 上下車人次 | 增長率            | 1日平均 上下車人次 | 增長率     | 1日平均 上下車人次 | 增長率 |
| ------------------ | ------------------ | ----------------- | ------------------ | ---------- | ------------------ | ------ |
| 1999年（平成11年） | 211,553            |                   |                    |            |                    |        |
| 2000年（平成12年） | 211,093            | -0.2%             |                    |            | 94,217             |        |
| 2001年（平成13年） | 205,354            | -2.7%             |                    |            | 94,392             | 0.2%   |
| 2002年（平成14年） | 201,070            | -2.1%             |                    |            |                    |        |
| 2003年（平成15年） | 202,569            | 0.7%              | 71,526             |            |                    |        |
| 2004年（平成16年） | 200,955            | -0.8%             | 72,001             | 0.7%       | 63,791             |        |
| 2005年（平成17年） | 203,693            | 1.4%              | 74,016             | 2.8%       |                    |        |
| 2006年（平成18年） | 209,298            | 2.8%              | 75,917             | 2.6%       | 65,057             |        |
| 2007年（平成19年） | 217,790            | 4.1%              | 78,353             | 3.2%       | 67,893             | 4.4%   |
| 2008年（平成20年） | 220,772            | 1.4%              | 79,299             | 1.2%       | 61,041             | -10.1% |
| 2009年（平成21年） | 217,641            | -1.4%             | 79,139             | -0.2%      | 61,318             | 0.5%   |
| 2010年（平成22年） | 216,159            | -0.7%             | 78,931             | -0.3%      | 55,948             | -8.8%  |
| 2011年（平成23年） | 215,520            | -0.3%             | 77,325             | -2.0%      | 53,702             | -4.0%  |
| 2012年（平成24年） | 223,335            | 3.6%              | 81,777             | 5.8%       | 61,677             | 14.9%  |
| 2013年（平成25年） | 228,743            | 2.4%              | 85,177             | 4.2%       | 62,805             | 1.8%   |
| 2014年（平成26年） | 230,720            | 0.9%              | 87,369             | 2.6%       | 63,677             | 1.4%   |
| 2015年（平成27年） | 241,041            | 4.5%              | 92,232             | 5.6%       | 66,377             | 4.2%   |
| 2016年（平成28年） | 247,273            | 2.6%              | 95,312             | 3.3%       | 64,992             | −2.1%  |
| 2017年（平成29年） | 252,793            | 2.2%              | 98,317             | 3.1%       | 64,663             | −0.5%  |
| 2018年（平成30年） | 253,678            | 0.4%              | 101,126            | 2.9%       | 67,967             | 4.6%   |

### 各年度1日平均上車人次（1900年代－1930年代）
各年度1日平均上車人次如下表。
| 年度               | 國鐵   | 東京地下鐵道 | 來源              |
| ------------------ | ------ | ------------ | ----------------- |
| 1909年（明治42年） | 6,088  | 未開業       | [ 東京府統計 2 ]  |
| 1911年（明治44年） | 6,797  | 未開業       | [ 東京府統計 3 ]  |
| 1912年（大正元年） | 7,120  | 未開業       | [ 東京府統計 4 ]  |
| 1913年（大正02年） | 7,056  | 未開業       | [ 東京府統計 5 ]  |
| 1914年（大正03年） | 2,038  | 未開業       | [ 東京府統計 6 ]  |
| 1915年（大正04年） | 4,777  | 未開業       | [ 東京府統計 7 ]  |
| 1916年（大正05年） | 6,195  | 未開業       | [ 東京府統計 8 ]  |
| 1919年（大正08年） | 12,143 | 未開業       | [ 東京府統計 9 ]  |
| 1920年（大正09年） | 14,496 | 未開業       | [ 東京府統計 10 ] |
| 1922年（大正11年） | 18,339 | 未開業       | [ 東京府統計 11 ] |
| 1923年（大正12年） | 15,535 | 未開業       | [ 東京府統計 12 ] |
| 1924年（大正13年） | 14,604 | 未開業       | [ 東京府統計 13 ] |
| 1925年（大正14年） | 20,299 | 未開業       | [ 東京府統計 14 ] |
| 1926年（昭和元年） | 26,425 | 未開業       | [ 東京府統計 15 ] |
| 1927年（昭和02年） | 30,062 | 未開業       | [ 東京府統計 16 ] |
| 1928年（昭和03年） | 33,913 | 未開業       | [ 東京府統計 17 ] |
| 1929年（昭和04年） | 35,585 | 未開業       | [ 東京府統計 18 ] |
| 1930年（昭和05年） | 33,867 | 未開業       | [ 東京府統計 19 ] |
| 1931年（昭和06年） | 32,160 | 未開業       | [ 東京府統計 20 ] |
| 1932年（昭和07年） | 31,805 | 未開業       | [ 東京府統計 21 ] |
| 1933年（昭和08年） | 34,042 | 未開業       | [ 東京府統計 22 ] |
| 1934年（昭和09年） | 37,164 | 8,742        | [ 東京府統計 23 ] |
| 1935年（昭和10年） | 38,826 | 7,724        | [ 東京府統計 24 ] |

### 各年度1日平均上車人次（1953年 - 2000年）
| 年度               | 國鐵 / JR東日本 | 營團    | 都營地下鐵 | 百合鷗 | 來源              |
| ------------------ | --------------- | ------- | ---------- | ------ | ----------------- |
| 1953年（昭和28年） | 129,268         |         | 未通車     | 未通車 | [ 東京都統計 1 ]  |
| 1954年（昭和29年） | 135,499         |         | 未通車     | 未通車 | [ 東京都統計 2 ]  |
| 1955年（昭和30年） | 136,327         |         | 未通車     | 未通車 | [ 東京都統計 3 ]  |
| 1956年（昭和31年） | 150,596         | 30,218  | 未通車     | 未通車 | [ 東京都統計 4 ]  |
| 1957年（昭和32年） | 154,505         | 31,158  | 未通車     | 未通車 | [ 東京都統計 5 ]  |
| 1958年（昭和33年） | 154,460         | 33,168  | 未通車     | 未通車 | [ 東京都統計 6 ]  |
| 1959年（昭和34年） | 150,451         | 40,882  | 未通車     | 未通車 | [ 東京都統計 7 ]  |
| 1960年（昭和35年） | 159,847         | 43,761  | 未通車     | 未通車 | [ 東京都統計 8 ]  |
| 1961年（昭和36年） | 167,289         | 51,436  | 未通車     | 未通車 | [ 東京都統計 9 ]  |
| 1962年（昭和37年） | 181,886         | 60,492  | 未通車     | 未通車 | [ 東京都統計 10 ] |
| 1963年（昭和38年） | 193,240         | 69,683  | 4,035      | 未通車 | [ 東京都統計 11 ] |
| 1964年（昭和39年） | 203,073         | 69,415  | 18,086     | 未通車 | [ 東京都統計 12 ] |
| 1965年（昭和40年） | 255,055         | 72,441  | 18,370     | 未通車 | [ 東京都統計 13 ] |
| 1966年（昭和41年） | 204,835         | 71,776  | 20,047     | 未通車 | [ 東京都統計 14 ] |
| 1967年（昭和42年） | 206,689         | 75,203  | 21,341     | 未通車 | [ 東京都統計 15 ] |
| 1968年（昭和43年） | 204,713         | 83,271  | 21,775     | 未通車 | [ 東京都統計 16 ] |
| 1969年（昭和44年） | 179,797         | 88,471  | 22,814     | 未通車 | [ 東京都統計 17 ] |
| 1970年（昭和45年） | 180,375         | 95,868  | 23,974     | 未通車 | [ 東京都統計 18 ] |
| 1971年（昭和46年） | 184,153         | 96,945  | 24,254     | 未通車 | [ 東京都統計 19 ] |
| 1972年（昭和47年） | 188,033         | 99,153  | 27,173     | 未通車 | [ 東京都統計 20 ] |
| 1973年（昭和48年） | 192,569         | 93,958  | 28,224     | 未通車 | [ 東京都統計 21 ] |
| 1974年（昭和49年） | 190,487         | 92,315  | 27,602     | 未通車 | [ 東京都統計 22 ] |
| 1975年（昭和50年） | 186,298         | 91,227  | 27,836     | 未通車 | [ 東京都統計 23 ] |
| 1976年（昭和51年） | 190,584         | 90,652  | 27,488     | 未通車 | [ 東京都統計 24 ] |
| 1977年（昭和52年） | 190,827         | 92,150  | 28,427     | 未通車 | [ 東京都統計 25 ] |
| 1978年（昭和53年） | 190,819         | 90,969  | 28,320     | 未通車 | [ 東京都統計 26 ] |
| 1979年（昭和54年） | 191,511         | 94,363  | 28,172     | 未通車 | [ 東京都統計 27 ] |
| 1980年（昭和55年） | 188,321         | 96,581  | 28,734     | 未通車 | [ 東京都統計 28 ] |
| 1981年（昭和56年） | 191,057         | 101,216 | 28,531     | 未通車 | [ 東京都統計 29 ] |
| 1982年（昭和57年） | 195,194         | 101,778 | 28,619     | 未通車 | [ 東京都統計 30 ] |
| 1983年（昭和58年） | 198,904         | 103,197 | 28,964     | 未通車 | [ 東京都統計 31 ] |
| 1984年（昭和59年） | 208,973         | 107,444 | 29,493     | 未通車 | [ 東京都統計 32 ] |
| 1985年（昭和60年） | 205,665         | 106,994 | 29,397     | 未通車 | [ 東京都統計 33 ] |
| 1986年（昭和61年） | 211,128         | 108,408 | 30,427     | 未通車 | [ 東京都統計 34 ] |
| 1987年（昭和62年） | 209,970         | 108,642 | 24,571     | 未通車 | [ 東京都統計 35 ] |
| 1988年（昭和63年） | 227,238         | 110,068 | 32,540     | 未通車 | [ 東京都統計 36 ] |
| 1989年（平成元年） | 226,846         | 108,372 | 32,961     | 未通車 | [ 東京都統計 37 ] |
| 1990年（平成02年） | 233,098         | 107,030 | 33,539     | 未通車 | [ 東京都統計 38 ] |
| 1991年（平成03年） | 235,240         | 106,495 | 35,352     | 未通車 | [ 東京都統計 39 ] |
| 1992年（平成04年） | 233,567         | 105,384 | 27,425     | 未通車 | [ 東京都統計 40 ] |
| 1993年（平成05年） | 226,132         | 103,011 | 34,488     | 未通車 | [ 東京都統計 41 ] |
| 1994年（平成06年） | 219,688         | 100,874 | 34,386     | 未通車 | [ 東京都統計 42 ] |
| 1995年（平成07年） | 218,770         | 98,642  | 32,954     | 13,763 | [ 東京都統計 43 ] |
| 1996年（平成08年） | 231,332         | 102,419 | 34,044     | 28,965 | [ 東京都統計 44 ] |
| 1997年（平成09年） | 231,569         | 104,359 | 34,323     | 32,126 | [ 東京都統計 45 ] |
| 1998年（平成10年） | 229,186         | 107,175 | 35,833     | 44,049 | [ 東京都統計 46 ] |
| 1999年（平成11年） | 229,942         | 105,989 | 35,197     | 44,456 | [ 東京都統計 47 ] |
| 2000年（平成12年） | 230,393         | 105,701 | 35,104     | 47,397 | [ 東京都統計 48 ] |

### 各年度1日平均上車人次（2001年起）
| 年度               | JR東日本 | JR東日本 | JR東日本 | 營團 / 東京地下鐵 | 都營地下鐵 | 百合鷗 | 來源              |
| 年度               | 定期外   | 定期     | 合計     | 營團 / 東京地下鐵 | 都營地下鐵 | 百合鷗 | 來源              |
| ------------------ | -------- | -------- | -------- | ----------------- | ---------- | ------ | ----------------- |
| 2001年（平成13年） |          |          | 225,838  | 102,704           | 34,745     | 47,600 | [ 東京都統計 49 ] |
| 2002年（平成14年） |          |          | 224,759  | 101,123           | 35,197     | 45,381 | [ 東京都統計 50 ] |
| 2003年（平成15年） |          |          | 230,477  | 102,008           | 35,732     | 39,847 | [ 東京都統計 51 ] |
| 2004年（平成16年） |          |          | 231,383  | 102,786           | 35,721     | 37,003 | [ 東京都統計 52 ] |
| 2005年（平成17年） |          |          | 236,116  | 103,608           | 36,644     | 35,167 | [ 東京都統計 53 ] |
| 2006年（平成18年） |          |          | 240,512  | 105,784           | 37,551     | 33,000 | [ 東京都統計 54 ] |
| 2007年（平成19年） |          |          | 249,607  | 110,019           | 38,967     | 34,382 | [ 東京都統計 55 ] |
| 2008年（平成20年） |          |          | 251,021  | 111,767           | 39,556     | 30,860 | [ 東京都統計 56 ] |
| 2009年（平成21年） |          |          | 248,048  | 110,076           | 39,479     | 30,956 | [ 東京都統計 57 ] |
| 2010年（平成22年） |          |          | 244,916  | 109,444           | 39,435     | 28,247 | [ 東京都統計 58 ] |
| 2011年（平成23年） |          |          | 243,890  | 109,011           | 38,710     | 27,085 | [ 東京都統計 59 ] |
| 2012年（平成24年） | 96,129   | 154,552  | 250,682  | 112,940           | 41,063     | 31,260 | [ 東京都統計 60 ] |
| 2013年（平成25年） | 97,840   | 157,105  | 254,945  | 115,539           | 42,661     | 31,723 | [ 東京都統計 61 ] |
| 2014年（平成26年） | 98,667   | 155,185  | 253,853  | 116,515           | 43,720     | 32,068 | [ 東京都統計 62 ] |
| 2015年（平成27年） | 102,772  | 163,182  | 265,955  | 121,705           | 46,137     | 33,440 | [ 東京都統計 63 ] |
| 2016年（平成28年） | 103,445  | 167,583  | 271,028  | 124,822           | 47,647     | 32,748 | [ 東京都統計 64 ] |
| 2017年（平成29年） | 105,045  | 172,359  | 277,404  | 127,411           | 49,130     | 32,526 | [ 東京都統計 65 ] |
| 2018年（平成30年） | 106,621  | 175,350  | 281,971  | 127,786           | 50,573     | 34,074 | [ 東京都統計 66 ] |
| 2019年（令和元年） | 100,926  | 177,407  | 278,334  |                   |            |        |                   |

備註
1. ↑  1909年12月16日開業。開業日から1910年3月31日までの計106日間を集計したデータ。
2. ↑  1934年6月21日開業。
3. ↑  1963年12月12日啟用。啟用日起至1996年3月31日為止共111日資料。
4. ↑  1995年11月1日啟用。啟用日起至1996年3月31日為止共152日資料。

## 車站周邊

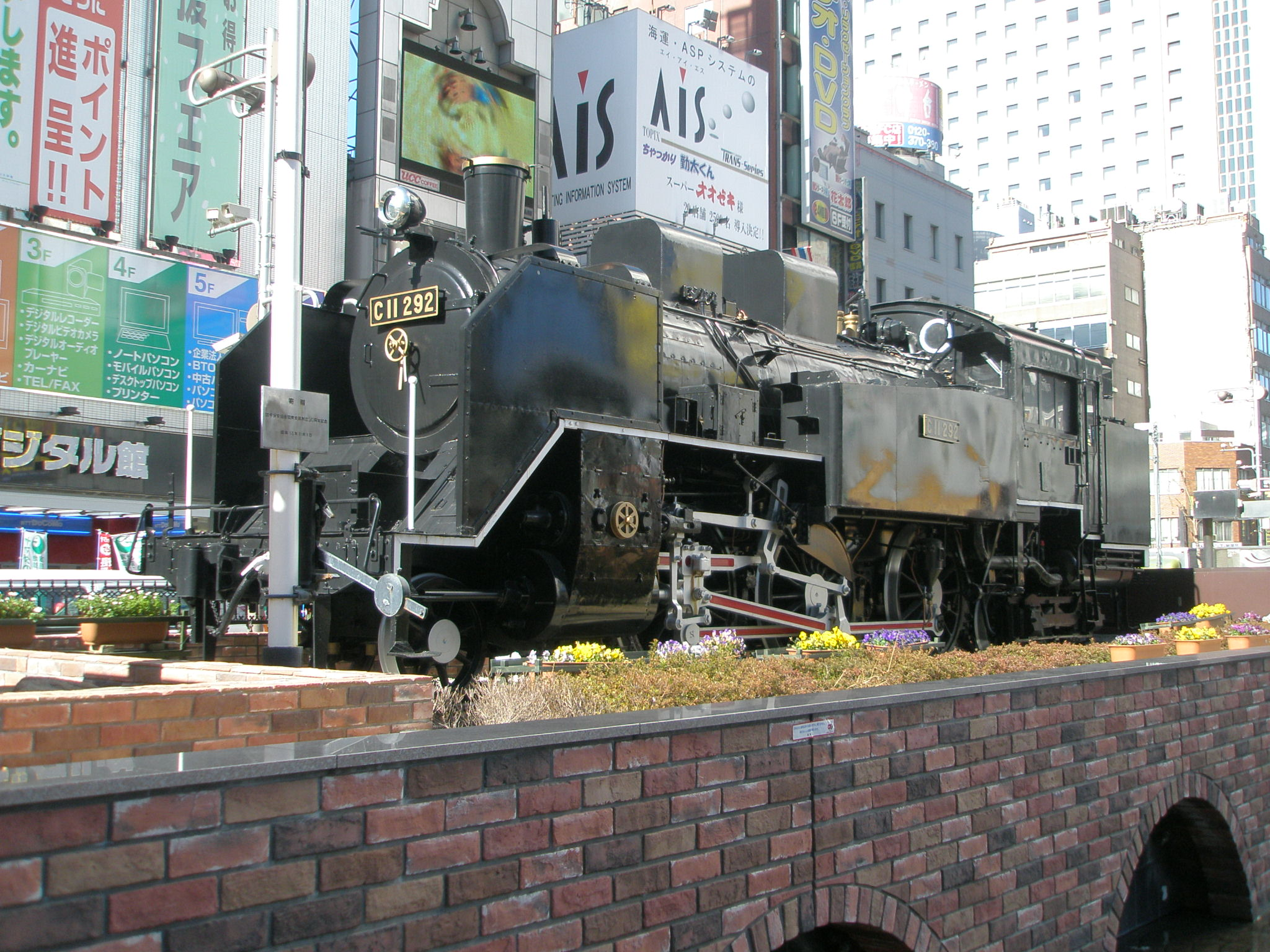
站前的SL（2008年2月13日）
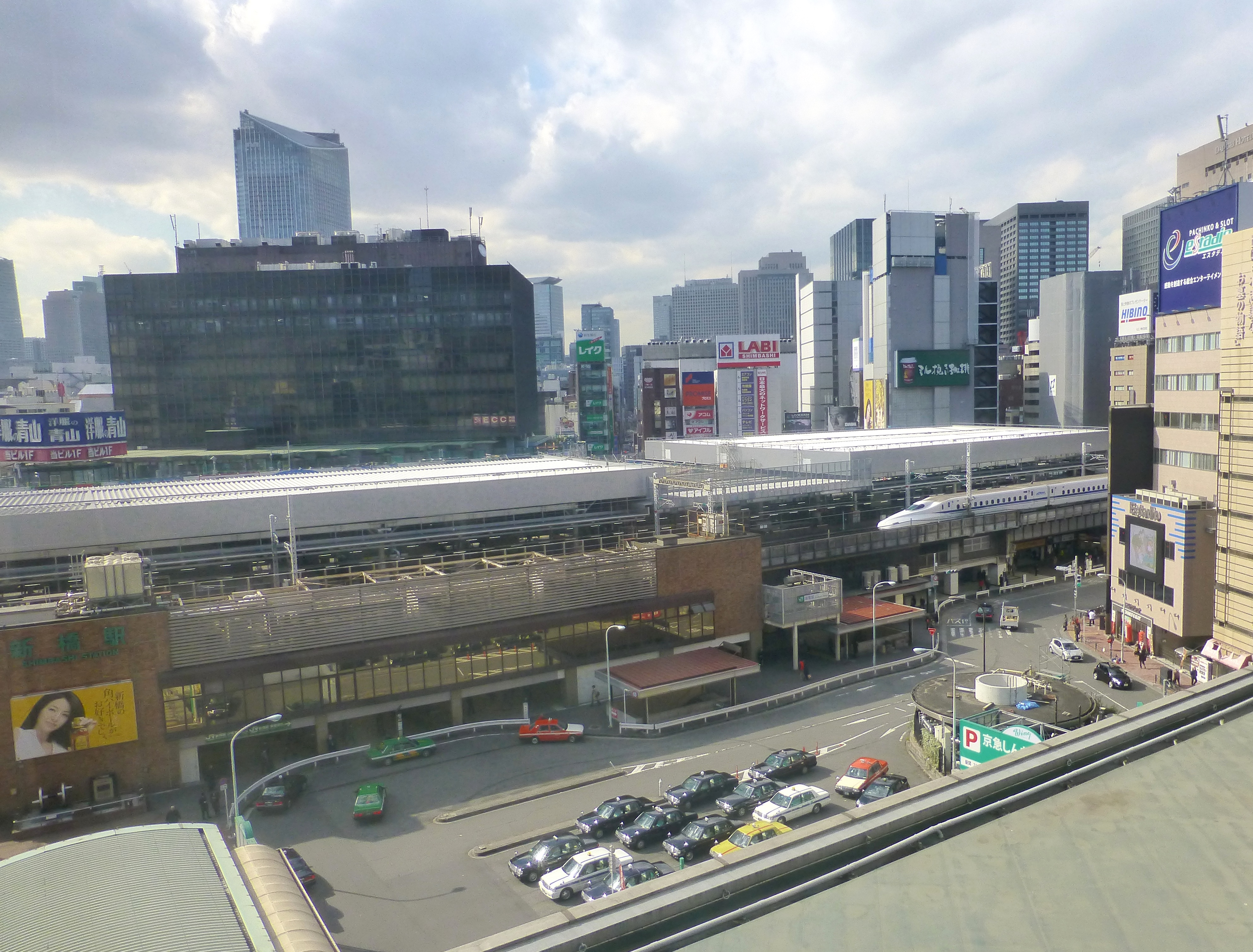
新橋站與新幹線列車（2016年3月2日）
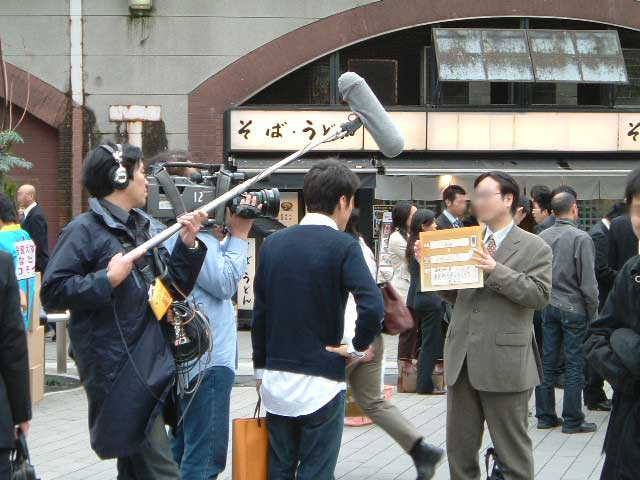
西口站前廣場接受採訪的上班族（2008年9月15日）
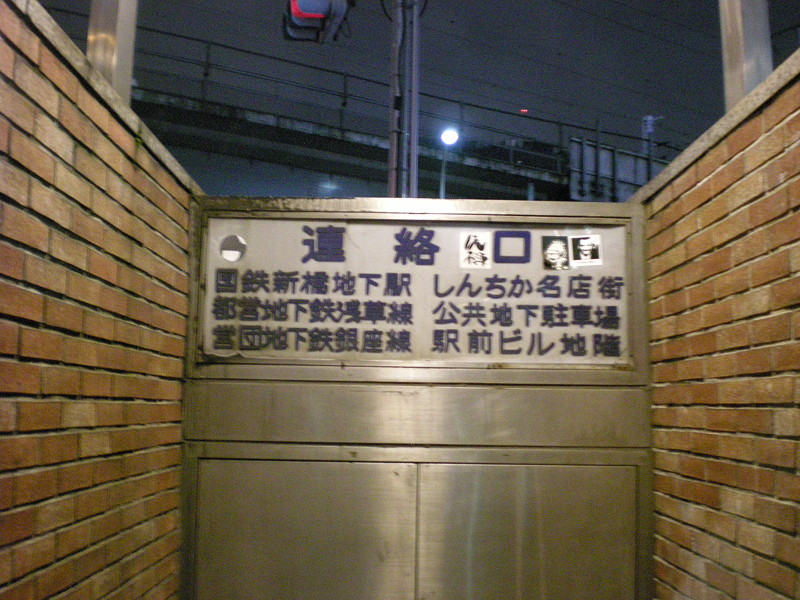
「國鐵」「營團」「新地下」於新橋站前大樓地下入口的殘餘標記（2007年11月）

### 汐留口側（車站東側）
以前這一帶為汐留貨物站，於2001年～2002年進行再開發，轉變為近代的辦公商區。
- 益力多大樓
  - 益力多廳（日语：ヤクルトホール）
- 汐留站（都營地下鐵大江戶線、百合鷗）
- Wing新橋（日语：京急ショッピングセンター）（地下街，舊京急新地下）
- 汐留SIO-SITE
  - 電通總部大廈
    - 烏龜汐留
    - 東京廣告博物館（日语：アド・ミュージアム東京）
    - 電通四季劇場［海］（日语：電通四季劇場［海］）

  - 日本電視台大廈
    - 日本電視台總部

  - Panasonic電工（日语：パナソニック電工）東京總部大樓
    - 汐留博物館（日语：汐留ミュージアム）

  - 汐留城市中心
    - 汐留城市中心郵政局
    - 富士通總部
    - ANA控股、全日本空輸總部
    - 舊新橋停車場（附設鐵道歷史展示室） - 附設部分月台遺跡與軌道遺跡

  - 汐留塔
    - 資生堂汐留辦公室
    - 皇家公園汐留塔

  - 東京汐留大廈
    - 軟銀集團
    - 軟銀
    - 東京康萊德酒店（日语：コンラッド東京）

  - 汐留住友大廈
    - JSR總部
    - 法國農業信貸銀行
    - 世嘉颯美控股總部
    - 軟銀集團
    - Villa Fontaine東京汐留（日语：ヴィラフォンテーヌ#ハイグレード）

  - 日本通運總部大樓
  - 汐留媒體塔
    - 共同通信社總部
    - 東京公園酒店（日语：パークホテル東京）

  - TOPPAN FORMS（日语：トッパン・フォームズ）大樓
  - 東京Twin Parks
  - Acty汐留（UR都市機構）
  - 三井花園酒店汐留意大利街（日语：三井ガーデンホテル汐留イタリア街）
  - JRAWINS汐留（日语：ウインズ汐留）（TCK汐留）
- 新橋站前大樓

### 烏森口側（車站南西側）
舊中小型住商大樓與商店街，是上班族的歡樂街。
- 烏森神社（日语：烏森神社）
- 港區生涯學習中心氣球
- 新橋四郵政局
- 新橋文化劇場（日语：新橋文化劇場）（電影院）

### 日比谷口（車站北西側）
站前廣場設有C11型蒸氣機關車（C11 292）作靜態保存，又通稱「SL廣場」。電視台的新聞節目常在此廣場訪問上班族。廣場旁有競輪場外車券發售所LA PISRA新橋（會員制）。另外，SL廣場旁的新新橋大樓（ニュー新橋ビル）有許多金券行。
SL廣場在以前有座戶外舞台（通稱：新橋舞台），昭和20年代後半至30年代初期設有街頭電視，舞台下部是場外馬券發售所。1972年因站前再開發計畫而拆除。
廣場的SL每日3次（12：00、15：00、18：00）鳴笛。2015年1月12日起約2個月之間因塗装工程曾中斷鳴笛。
- 新新橋大樓
  - 新新橋大樓內郵政局
- 山田電機LABI 新橋
- 新橋亭
- 東京第一酒店（日语：阪急阪神ホテルズ#第一ホテル）
- 內幸町廳
- 內幸町
- 航空會館
- JX日礦日石能源（舊新日本石油（日语：新日本石油）） 總部
- 瑞穗銀行 本店
- 東京電力 本店
- 內幸町站（三田線）
- 日比谷City（日语：日比谷シティ） - 舊NHK東京放送會館遺跡
- 日比谷公園
  - 日比谷野外音樂堂
  - 千代田區立日比谷圖書文化館 - 舊東京都立日比谷圖書館

### 銀座口（車站北東側）

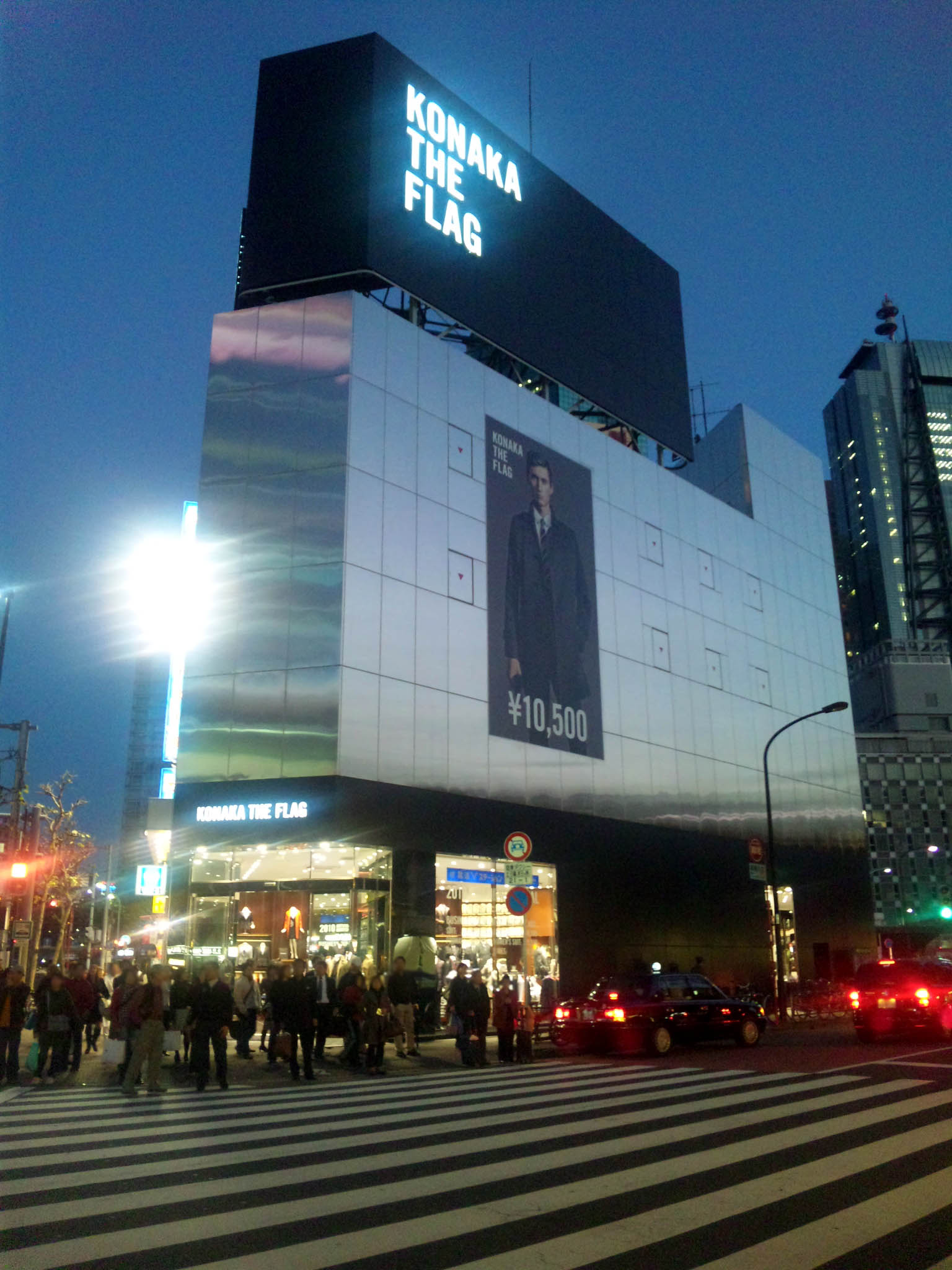
銀座口前のKONAKA THE FLAG

使用JR前往銀座6～8丁目及銀座NINE最方便的出口。
- 山田電機 LABI Amenity & TAX FREE新橋銀座口店 - 舊十仁美容整形（日语：十仁美容整形）。
- 土橋（日语：土橋#固有名詞化した橋名としての土橋）
- KONAKA THE FLAG（日语：コナカ）
- 資生堂銀座大樓
- 博品館（日语：博品館）
  - 銀座博品館劇場（日语：博品館劇場）
- 山葉廳（日语：ヤマハホール）
- 銀座Grand Hotel（日语：グランビスタ ホテル&リゾート#ビジネスホテル）
- 三井花園飯店銀座普米爾（日语：三井ガーデンホテル銀座プレミア）
- 新橋郵政局（日语：新橋郵便局）
- 銀座郵政局（日语：銀座郵便局）

## 巴士路線
東口有新橋站前巴士總站，可搭乘都營巴士與深夜急行巴士。
行駛外堀通的都01、澀88系統也停靠新橋站北口巴士站。深夜01系統僅行駛至北口巴士站。橋63系統不停靠北口巴士站。
業10系統往東京晴空塔站、深川車庫方向在新橋一丁目交差點北側（銀座線3號出口附近付近）的新橋巴士站發車，晚上八點後在站前總站發車。
都06系統乘客在國道1號旁的新橋站前終點巴士站下車。
2010年3月24日起，站前可搭乘港區社區巴士『Chii Bus』。

### 新橋站前
- 都營巴士（東京都交通局）
  - [ 都01（日语：都営バス渋谷営業所#都01系統、RH01系統、深夜01系統（愛称：グリーンシャトル）） ] 經溜池、赤坂Ark Hills（日语：アークヒルズ）、六本木站、青山學院中等部（日语：青山学院中等部・高等部）往澀谷站 - 曾有急行01系統。
  - [ 市01 ] 國立癌症中心、築地中央市場循環（不經築地中央市場的國立癌症中心循環） - 以前曾有往築地中央市場的市01甲系統、朝日新聞社前循環的市01乙系統運行。
  - [ 都06（日语：都営バス渋谷営業所#都06系統（愛称：グリーンエコー）） ] 經大門站、麻布十番站、古川橋、天現寺橋往澀谷站
  - [ 業10（日语：都営バス深川営業所#業10系統） ] 經銀座四丁目、豐洲站、木場站、菊川站往東京晴空塔站/經銀座六丁目、豐洲站往深川車庫（日语：都営バス深川営業所）（只限20時以後運行）
  - [ 橋63 ] 經國會議事堂、永田町、市谷站、牛込柳町站、新大久保站、大久保站往小瀧橋車庫
  - [ 橋86（日语：都営バス港南支所#橋86系統） ] 經御成門、神谷町站、廣尾橋往目黑站（※只限平日及星期六早晚運行） - 2000年12月11日以前止於日本橋三越，第一京濱上設有巴士站。
  - [ 澀88 ] 經神谷町站、六本木站、南青山五丁目往澀谷站
- 港區社區巴士『Chii-bus（日语：ちぃばす）』（富士特快（日语：フジエクスプレス））
  - [ 芝線 ] 虎之門二丁目、港區役所（日语：港区役所 (東京都)）、經淺草線三田站前往田町站東口
- 京成巴士
  - 深夜急行巴士：經新浦安站往Sankopo（サンコーポ）西口
  - 深夜急行巴士：經新浦安站、海濱幕張站、檢見川濱站、稻毛海岸站、稻毛站往千葉站（日语：千葉駅バスのりば）
  - 深夜急行巴士：經新浦安站、行德站、下總中山站入口、西船橋站、行德團地往桐畑
- 千葉綠色巴士（日语：ちばグリーンバス）
  - 深夜急行巴士：經船橋站、津田沼站、八千代台站、勝田台站、尤加利丘站、京成臼井站往京成佐倉站
  - 深夜急行巴士：經津田沼站、八千代台站、勝田台站、尤加利丘站、京成臼井站、公津之杜站往JR成田站
- 成田機場交通（日语：成田空港交通）
  - 深夜急行巴士：經西船橋站、鎌谷大佛站、千葉新市鎮中央站、印旛日本醫大站、JR成田站、京成成田站往成田機場 ※每日運行
  - 深夜急行巴士：金町站、松戶本町（松戶站入口）、新松戶站、常盤平站、五香站、六實站、新鎌谷站、西白井站、白井站、千葉新市鎮中央站、京成成田站、成田機場 ※每日運行
- 船橋新京成巴士（日语：船橋新京成バス）
  - 深夜急行巴士：往新船橋站入口、船橋站北口、東船橋站入口、高根木戶站、北習志野站、船橋日大前站、八千代綠丘站、二和向台站入口、鎌谷大佛
- 京濱急行巴士
  - 深夜急行巴士：經大船站、鎌倉站往逗子站
  - 深夜急行巴士：經上大岡站往金澤文庫站
- 西東京巴士（日语：西東京バス）
  - 深夜急行巴士：經拜島站、熊川站、福生站西口、羽村站東口、小作站東口往河邊站北口
  - 深夜急行巴士：西八王子站、高尾站北口往恩方車庫（日语：西東京バス恩方営業所）

### 新橋站北口
- 都營巴士
  - [ 都01 ][ 深夜01 ] 經溜池、赤坂Ark Hills、六本木站、青山學院中等部往澀谷站/新橋站 - 曾有急行01系統。
  - [ 澀88 ] 經虎之門、神谷町站、六本木站、南青山五丁目往澀谷站/往新橋站
- 港區社區巴士『Chii-bus』（富士特快）
  - [ 芝線 ] 經虎之門二丁目、港區役所、淺草線三田站前往田町站東口

### 新橋
- 都營巴士
  - [ 業10 ] 經銀座四丁目、豐洲站、木場站、菊川站往東京晴空塔站/經銀座四丁目、豐洲站往深川車庫（20時以後於新橋站前）
  - 2000年12月11日以前，因澀88系統運行至東京站南口，有停靠此站。

### 東京第一酒店
- 東京機場交通
  - 往成田機場

## 未來計畫
東京單軌電車羽田機場線計畫從濱松町站經本站往東京站方向延伸，但目前尚未有具體計畫。

## 登場作品
- 動畫電影《機動警察劇場版2（日语：機動警察パトレイバー 2 the Movie）》中，東京地下鐵舊車站、也就是所謂的「幻之新橋站」在劇中登場。但其內部構造為架空設定。
- 電影《252生存訊號》（2008年）也同樣出現「幻之新橋站」。但企業名與站內商店都是架空設定。

## 相鄰車站
東日本旅客鐵道
- 「湘南」的相鄰停車站參見列車條目。

 東海道線
■快速「ACTY」、■普通、■（常磐線）特別快速、■■（常磐線）快速
東京（JT 01）－新橋（JT 02）－品川（JT 03）
 京濱東北線
■快速
通過
■各站停車
有樂町（JK 25）－新橋（JK 24）－濱松町（JK 23）
 山手線
有樂町（JY 30）－新橋（JY 29）－濱松町（JY 28）
 橫須賀線
東京（JO 19）－新橋（JO 18）－品川（JO 17）
- 正式路線名為東海道本線，京濱東北線各站停車與山手線列車亦同樣。

東京地下鐵
 銀座線
虎之門（G 07）－新橋（G 08）－銀座（G 09）
東京都交通局（都營地下鐵）
 淺草線
■機場快特（品川站至此站之間各站停車）
大門（A 09）－新橋（A 10）－日本橋（A 13）
■機場快特以外的列車類別
大門（A 09）－新橋（A 10）－東銀座（A 11）
百合鷗
 東京臨海新交通臨海線（百合鷗）
新橋（U 01）－汐留（U 02）

### 媒體報導
1. ↑   (PDF) (新闻稿). 東京都交通局. 2019-10-03  [2020-04-21]. （原始内容 (PDF)存档于2019-12-22） （日语）.
2. ↑   (PDF) (新闻稿). 東日本旅客鉄道. 2010-09-02  [2020-06-26]. （原始内容 (PDF)存档于2020-06-06） （日语）.
3. ↑   (PDF) (新闻稿). 鉄道会館. 2014-09-02  [2020-07-03]. （原始内容 (PDF)存档于2020-07-03）.

### 利用狀況資料來源
JR、私鐵、地下鐵1日平均使用人數
1. ↑  .   [2011-07-04]. （原始内容存档于2001-05-06）.
2. ↑  各駅の乗降人員ランキング （页面存档备份，存于） - 東京地下鉄
3. ↑  .   [2013-01-05]. （原始内容存档于2016-03-04）.

JR東日本1999年度起的上車人次
1. ↑  .   [2016-05-01]. （原始内容存档于2017-06-27）.
2. ↑  .   [2016-05-01]. （原始内容存档于2014-10-09）.
3. ↑  各駅の乗車人員（2001年度） （页面存档备份，存于） - JR東日本
4. ↑  各駅の乗車人員（2002年度） （页面存档备份，存于） - JR東日本
5. ↑  各駅の乗車人員（2003年度） （页面存档备份，存于） - JR東日本
6. ↑  各駅の乗車人員（2004年度） （页面存档备份，存于） - JR東日本
7. ↑  各駅の乗車人員（2005年度） （页面存档备份，存于） - JR東日本
8. ↑  各駅の乗車人員（2006年度） （页面存档备份，存于） - JR東日本
9. ↑  各駅の乗車人員（2007年度） （页面存档备份，存于） - JR東日本
10. ↑  各駅の乗車人員（2008年度） （页面存档备份，存于） - JR東日本
11. ↑  各駅の乗車人員（2009年度） （页面存档备份，存于） - JR東日本
12. ↑  各駅の乗車人員（2010年度） （页面存档备份，存于） - JR東日本
13. ↑  各駅の乗車人員（2011年度） （页面存档备份，存于） - JR東日本
14. 1 2 3  各駅の乗車人員（2012年度） （页面存档备份，存于） - JR東日本
15. 1 2 3  各駅の乗車人員（2013年度） （页面存档备份，存于） - JR東日本
16. 1 2 3  各駅の乗車人員（2014年度） （页面存档备份，存于） - JR東日本
17. 1 2 3  各駅の乗車人員（2015年度） （页面存档备份，存于） - JR東日本
18. 1 2 3  各駅の乗車人員（2016年度） （页面存档备份，存于） - JR東日本
19. 1 2 3  各駅の乗車人員（2017年度） （页面存档备份，存于） - JR東日本
20. 1 2 3  各駅の乗車人員（2018年度） （页面存档备份，存于） - JR東日本
21. 1 2 3  各駅の乗車人員（2019年度） （页面存档备份，存于） - JR東日本

JR、私鐵、地下鐵統計資料
1. ↑  レポート （页面存档备份，存于） - 関東交通広告協議会
2. ↑  行政資料集 （页面存档备份，存于） - 港区

東京府統計書
1. ↑  東京府統計書 - 国立国会図書館（近代デジタル化資料）
2. ↑  .   [2020-07-27]. （原始内容存档于2020-07-29）.
3. ↑  .   [2020-07-27]. （原始内容存档于2020-07-29）.
4. ↑  .   [2020-07-27]. （原始内容存档于2021-01-01）.
5. ↑  .   [2020-07-27]. （原始内容存档于2021-01-01）.
6. ↑  .   [2020-07-27]. （原始内容存档于2020-07-29）.
7. ↑  .   [2020-07-27]. （原始内容存档于2021-01-01）.
8. ↑  .   [2020-07-27]. （原始内容存档于2020-07-29）.
9. ↑  .   [2020-07-27]. （原始内容存档于2021-01-01）.
10. ↑  .   [2020-07-27]. （原始内容存档于2021-01-01）.
11. ↑  .   [2020-07-27]. （原始内容存档于2020-07-29）.
12. ↑  .   [2020-07-27]. （原始内容存档于2020-07-29）.
13. ↑  .   [2020-07-27]. （原始内容存档于2020-07-29）.
14. ↑  .   [2020-07-27]. （原始内容存档于2020-07-29）.
15. ↑  .   [2020-07-27]. （原始内容存档于2020-07-29）.
16. ↑  .   [2020-07-27]. （原始内容存档于2020-07-29）.
17. ↑  .   [2020-07-27]. （原始内容存档于2020-07-29）.
18. ↑  .   [2020-07-27]. （原始内容存档于2020-07-29）.
19. ↑  .   [2020-07-27]. （原始内容存档于2020-07-29）.
20. ↑  .   [2020-07-27]. （原始内容存档于2020-07-29）.
21. ↑  .   [2020-07-27]. （原始内容存档于2020-07-29）.
22. ↑  .   [2020-07-27]. （原始内容存档于2020-07-29）.
23. ↑  .   [2020-07-27]. （原始内容存档于2020-07-29）.
24. ↑  .   [2020-07-27]. （原始内容存档于2020-07-29）.

東京都統計年鑑
1. ↑  昭和28年PDF - 13ページ
2. ↑  昭和29年PDF - 10ページ
3. ↑  昭和30年PDF - 10ページ
4. ↑  昭和31年PDF
5. ↑  昭和32年PDF
6. ↑  昭和33年PDF
7. ↑  .   [2016-05-01]. （原始内容存档于2016-03-05）.
8. ↑  .   [2016-05-01]. （原始内容存档于2016-03-05）.
9. ↑  .   [2016-05-01]. （原始内容存档于2015-06-29）.
10. ↑  .   [2016-05-01]. （原始内容存档于2015-06-29）.
11. ↑  .   [2016-05-01]. （原始内容存档于2015-06-29）.
12. ↑  .   [2016-05-01]. （原始内容存档于2015-06-29）.
13. ↑  .   [2016-05-01]. （原始内容存档于2016-03-05）.
14. ↑  .   [2016-05-01]. （原始内容存档于2016-03-05）.
15. ↑  .   [2016-05-01]. （原始内容存档于2016-03-05）.
16. ↑  .   [2016-05-01]. （原始内容存档于2016-03-05）.
17. ↑  .   [2016-05-01]. （原始内容存档于2016-03-05）.
18. ↑  .   [2016-05-01]. （原始内容存档于2016-03-05）.
19. ↑  .   [2016-05-01]. （原始内容存档于2015-06-29）.
20. ↑  .   [2016-05-01]. （原始内容存档于2015-06-29）.
21. ↑  .   [2016-05-01]. （原始内容存档于2015-06-29）.
22. ↑  .   [2016-05-01]. （原始内容存档于2016-03-05）.
23. ↑  .   [2016-05-01]. （原始内容存档于2016-06-02）.
24. ↑  .   [2016-05-01]. （原始内容存档于2015-06-29）.
25. ↑  .   [2016-05-01]. （原始内容存档于2016-03-05）.
26. ↑  .   [2016-05-01]. （原始内容存档于2015-06-29）.
27. ↑  .   [2016-05-01]. （原始内容存档于2016-03-05）.
28. ↑  .   [2016-05-01]. （原始内容存档于2016-03-05）.
29. ↑  .   [2016-05-01]. （原始内容存档于2016-03-05）.
30. ↑  .   [2016-05-01]. （原始内容存档于2015-06-29）.
31. ↑  .   [2016-05-01]. （原始内容存档于2015-06-29）.
32. ↑  .   [2016-05-01]. （原始内容存档于2015-06-29）.
33. ↑  .   [2016-05-01]. （原始内容存档于2016-03-05）.
34. ↑  .   [2016-05-01]. （原始内容存档于2016-03-05）.
35. ↑  .   [2016-05-01]. （原始内容存档于2015-06-29）.
36. ↑  .   [2016-05-01]. （原始内容存档于2016-03-05）.
37. ↑  .   [2016-05-01]. （原始内容存档于2016-03-05）.
38. ↑  .   [2016-05-01]. （原始内容存档于2016-03-05）.
39. ↑  .   [2016-05-01]. （原始内容存档于2016-03-05）.
40. ↑  平成4年
41. ↑  平成5年
42. ↑  平成6年
43. ↑  平成7年
44. ↑  平成8年
45. ↑  .   [2016-05-01]. （原始内容存档于2016-03-04）.
46. ↑  平成10年PDF
47. ↑  平成11年PDF
48. ↑  .   [2016-05-01]. （原始内容存档于2016-03-04）.
49. ↑  .   [2016-05-01]. （原始内容存档于2016-03-04）.
50. ↑  .   [2016-05-01]. （原始内容存档于2017-07-29）.
51. ↑  .   [2016-05-01]. （原始内容存档于2017-07-29）.
52. ↑  .   [2016-05-01]. （原始内容存档于2017-07-29）.
53. ↑  .   [2016-05-01]. （原始内容存档于2017-07-29）.
54. ↑  .   [2016-05-01]. （原始内容存档于2017-07-29）.
55. ↑  .   [2016-05-01]. （原始内容存档于2017-07-29）.
56. ↑  .   [2016-05-01]. （原始内容存档于2017-07-29）.
57. ↑  .   [2016-05-01]. （原始内容存档于2016-03-26）.
58. ↑  .   [2016-05-01]. （原始内容存档于2016-03-27）.
59. ↑  .   [2016-05-01]. （原始内容存档于2016-03-25）.
60. ↑  .   [2016-05-01]. （原始内容存档于2016-03-27）.
61. ↑  .   [2016-05-01]. （原始内容存档于2016-03-22）.
62. ↑  .   [2017-11-10]. （原始内容存档于2017-07-30）.
63. ↑  .   [2017-11-10]. （原始内容存档于2018-11-09）.
64. ↑  .   [2018-10-23]. （原始内容存档于2019-05-02）.
65. ↑  .   [2020-07-27]. （原始内容存档于2019-12-03）.
66. ↑  .   [2020-07-27]. （原始内容存档于2020-08-04）.

## 外部連結
- 車站資訊（新橋）：東日本旅客鐵道
- 新橋/G08 | 路線・車站資訊 | 東京地下鐵
- 新橋 - 東京都交通局
- 新橋站 （页面存档备份，存于） - 百合鷗